# تمارة

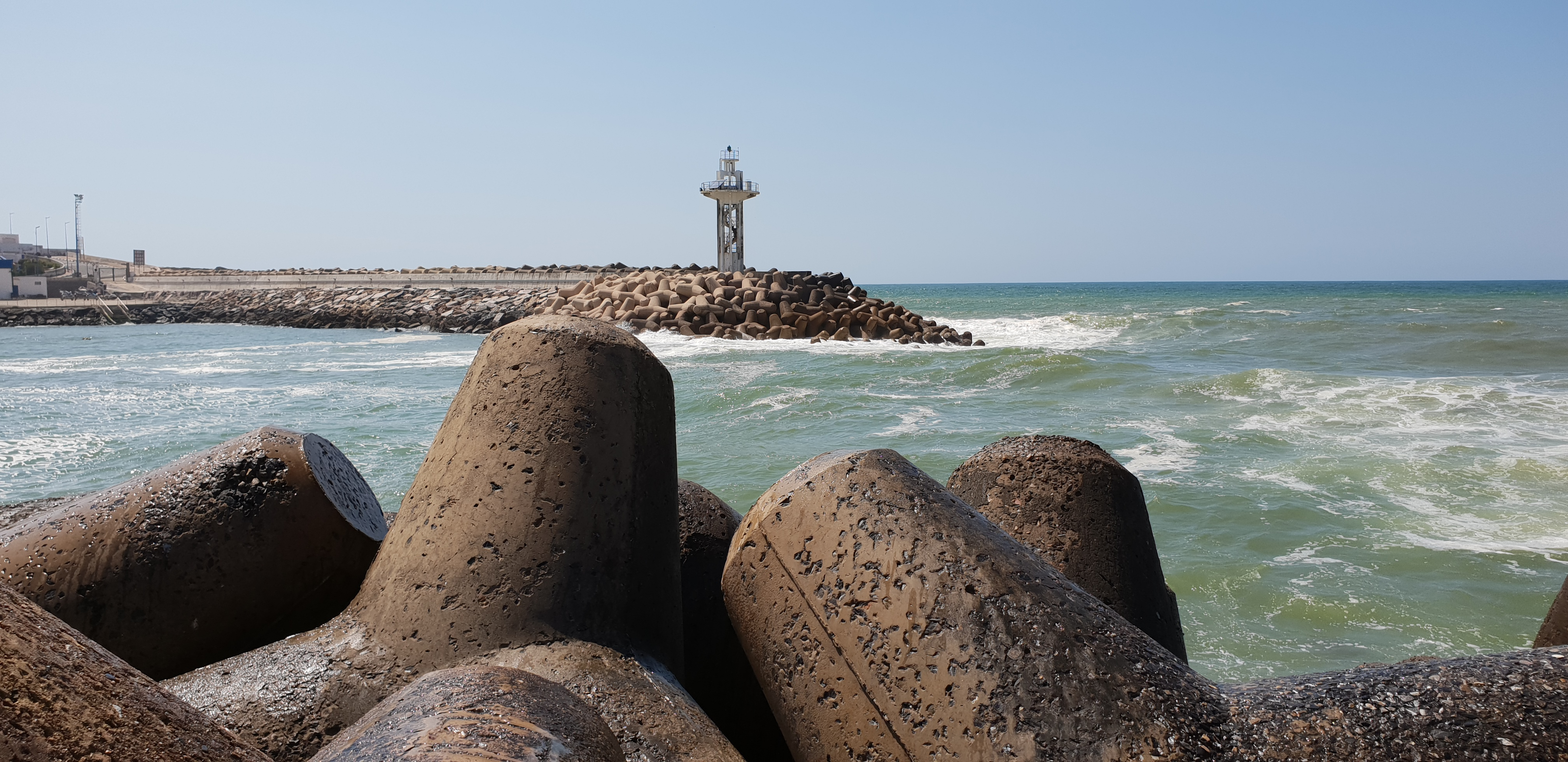
شاطئ تمارة بالمغرب

تمارة (بالفرنسية: Témara)‏ مدينة مغربية تقع جنوب العاصمة الرباط على بعد حوالي 6 كلم بجهة الرباط سلا القنيطرة، تمتاز بشواطئها المطلة على المحيط الأطلسي. تأوي المدينة 550.000 ساكنا (إحصاء 2014).
وتضم تمارة بعض أجمل الشواطئ منها :
شاطئ سهب الذهب الصغير وسهب الذهب الكبير وسيدي العابد وشاطئ الرمال الذهبية وأشهر شاطئ وهو هرهورة الذي يضم جزءا من الحصن الموحدي بالإضافة إلى أن تمارة تضم جزئا من أكبر غابة بالمغرب وهي غابة معمورة وقربها من محمية بوغابة.

## الموقع
تقع مدينة تمارة على جنوب العاصمة الإدارية الرباط بجهة الرباط سلا القنيطرة، وتقرب العاصمة الاقتصادية، الدار البيضاء، بحوالي 70 كلم، كما تزخر بالعديد من الخصائص الجغرافية والطبيعية والبشرية المهمة. وتتميز المدينة بمناخها المتوسطي المعتدل، وبمساحاتها الخضراء الشاسعة وغاباتها الكثيفة الواسعة، بالإضافة إلى الحزام الأخضر. كما أن المدينة موصولة بشبكة كبيرة من المواصلات المختلفة وأحدث التجهيزات اللوجستيكية؛ مثل الطريق السيار، وخط للسكك الحديدية، وعدة طرق رئيسية وثانوية.

## سبب التسمية
غالباً ما تُعرف مدينة تمارة في المذكّرات التاريخية بـاسم "مسّة" (Massa)، وقد اختلف المؤرخون حول أصل تسمية "تمارة" فمنهم من نسبها إلى المولى المهدي بن تومرت، وهناك منهم من نسبها إلى معانيها اللغوية ومقابلاتها في بعض اللغات. وهكذا برزت فرضيتين اثنتين حول أصل تسمية المدينة، الفرضية الأولى تقول أن أصل الكلمة هو أمازيغي، على اعتبار أن السابقة "تا" و"تي" تُنسب إلى اللغة الأمازيغية، مثل؛ تادلا، وتاغزوت، وتمدروست، وتاوريرت، وتزنيت...، وهكذا يُفترض أن هذا الاسم وضعه مؤسس المدينة المولى ابن تومرت، الفقيه والحاكم الأمازيغي لقبائل مصمودة بسوس. في حين أن الفرضية الثانية تقول بأن مصدر الاسم هو عربي مُحرّف ومشتقٌّ، من الحقل اللغوي:"ثمرة-ثمار-ثامرة"، ومفردة "ثامرة" من الناحية اللغوية تعني؛ الأرض المعطاءة الخصبة والمثمرة، ولعلّ هذا الوصف ينطبق على مدينة تمارة، فهي تتميز بطابعها الفلاحي ومنتوجاتها، وطبيعتها الخضراء ومساحاتها الطبيعية الشاسعة، وغلافها الغابوي وحزامها الأخضر.

## تاريخ
تأسست تمارة (التي كانت تحمل اسم مسّة Massa) في القرن الثاني عشر (1130-1163) من قبل السلطان الموحدي عبد المومن، الذي بنى هناك مسجدا. بعد خمسة قرون، بنى مولاي عيسى الجدار الحالي الذي يجعل من تمارة رباطا (حصنا) حول نفس المسجد. وفي وقت لاحق، مولاي عبد الرحمن (1822-1859) ومولاي عبد العزيز (1894-1908)، وشُيدت (قصبة جيش الوداية) كمعسكر ديني وعسكري بحكم قربها الكبير بالرباط. وتتميز تمارة بإرث أركيولوجي غنيٍّ يعود إلى حقب ما قبل التاريخ، والذي يتكون من المواقع المفتوحة والكهوف والملاجئ تحت الصخور، بالإضافة إلى بعض المعالم الأثرية والنقوش التاريخية.

## اقتصاد
تمارة مدينة حيوية منذ عام 1970م، فقد أصبحت تابعة للمنطقة الريفية مع النشاط الاقتصادي الذي يرتكز على الزراعة الحضرية. تم التقنين من خلال إنشاء محافظة الصخيرات-تمارة في عام 1983م (في إطار سياسة اللامركزية وعدم التركيز الإداري). هذا التحول يتجلى أيضا من خلال إنشاء صناعات جديدة في تمارة نطرا للقرب من العاصمة  - البيضاء|الدار البيضاء بالقرب من الرباط (6 كم). قطاع الخدمات هو أهم المقبل إلى أن الصناعات الثقيلة : إنتاج الأسمنت والرخام، الفلين، والفحم، صناعات السيارات والطيران والتكنولوجيا العالية. على سبيل المثال مصنع الإسمنت في تمارة كانت واحدة من أول المجموعات الصناعية في البلدية (1976) وقد دوران 737 مليون مغربي|درهم (حوالي € 65 مليون دولار).[المرجع. مطلوب]
وتحتضن مدينة تمارة حوالي 17 % من المؤسسات الصناعية على صعيد جهة الرباط سلا القنيطرة، حيث تضم أكثر من 90 وحدة صناعية، والتي توفر الآلاف من مناصب الشغل. كما تعرف المدينة كثرة في قطاع التشغيل الذاتي.

## السكان
قد بلغ عدد سكان جماعة تمارة سنة 2014م حوالي 313,510 نسمة (حسب إحصاء 2014)، وتناهز الكثافة السكانية حالياً بالمدينة 7516 نسمة في الكلم المربع. وتتكون ساكنة المدينة من فئات مختلف، فهناك السكان الأصليون وهم خليط بين سكان الأوداية وسكان زعير، لكن المدينة عرفت تدفقا عمرانيا بحكم توالي سنوات الجفاف ونظرا للقرب من العاصمة لنجد سكانا من مختلف بقاع المملكة من طنجة إلى الكويرة .

## معرض صور

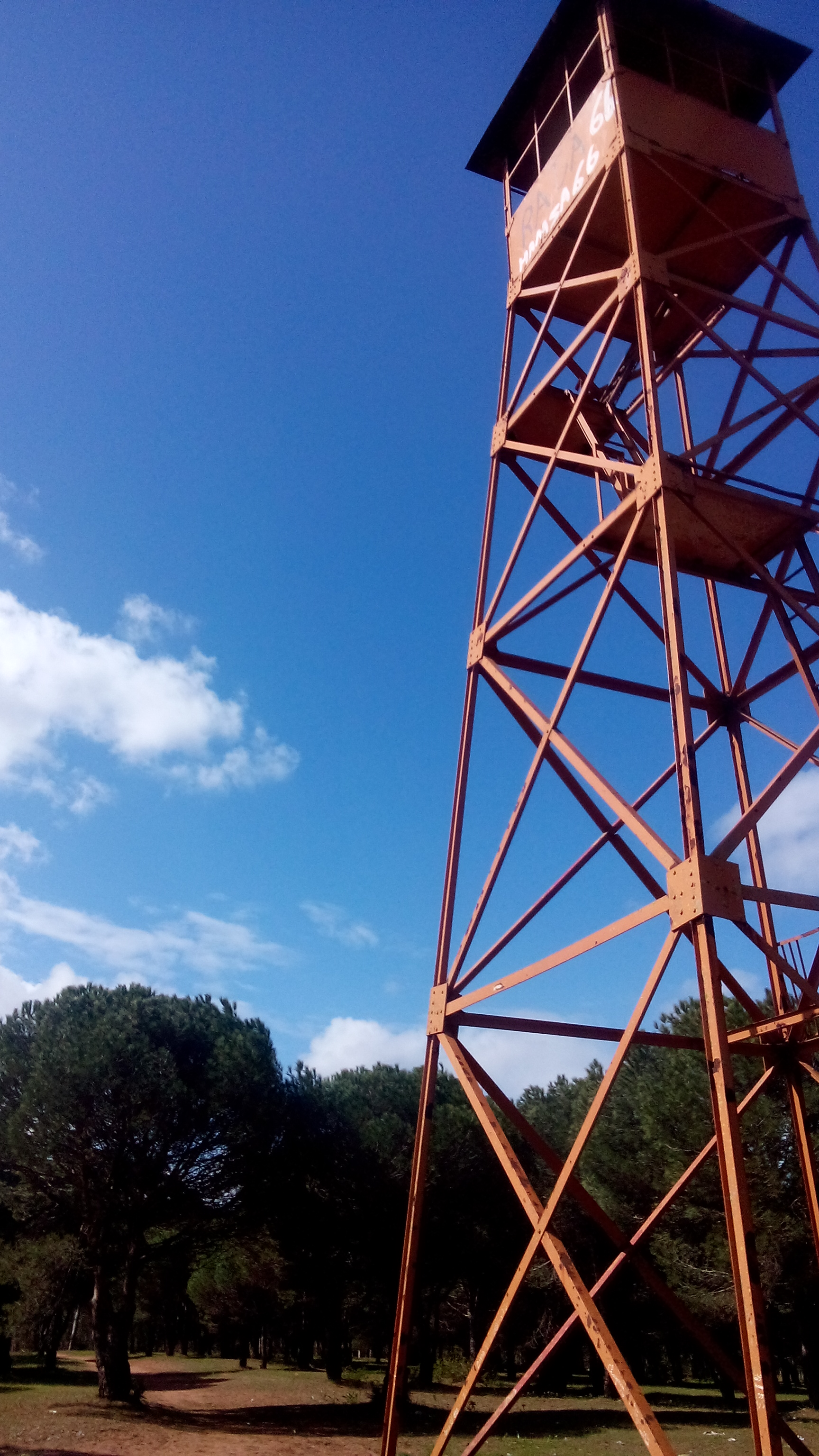
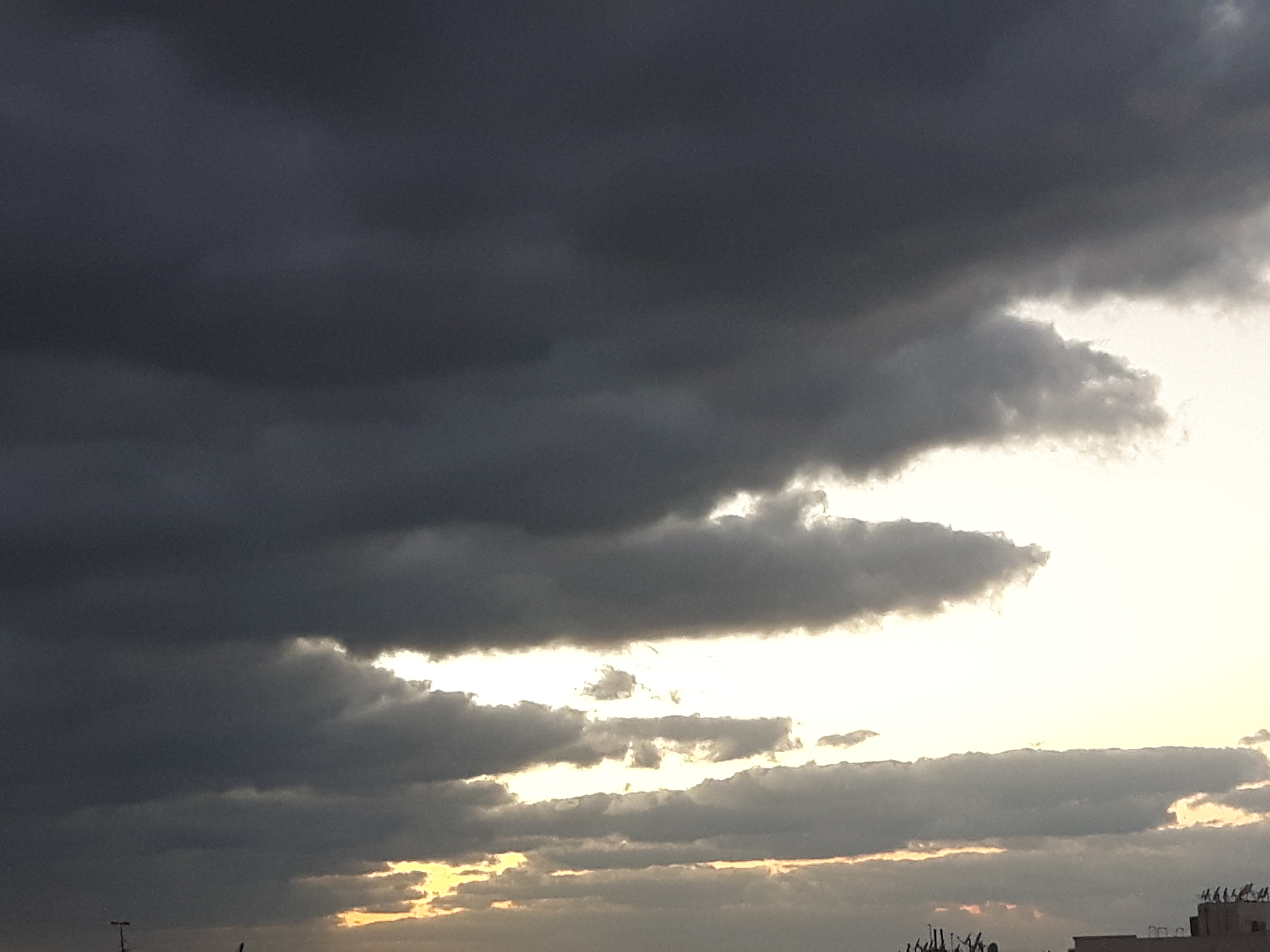
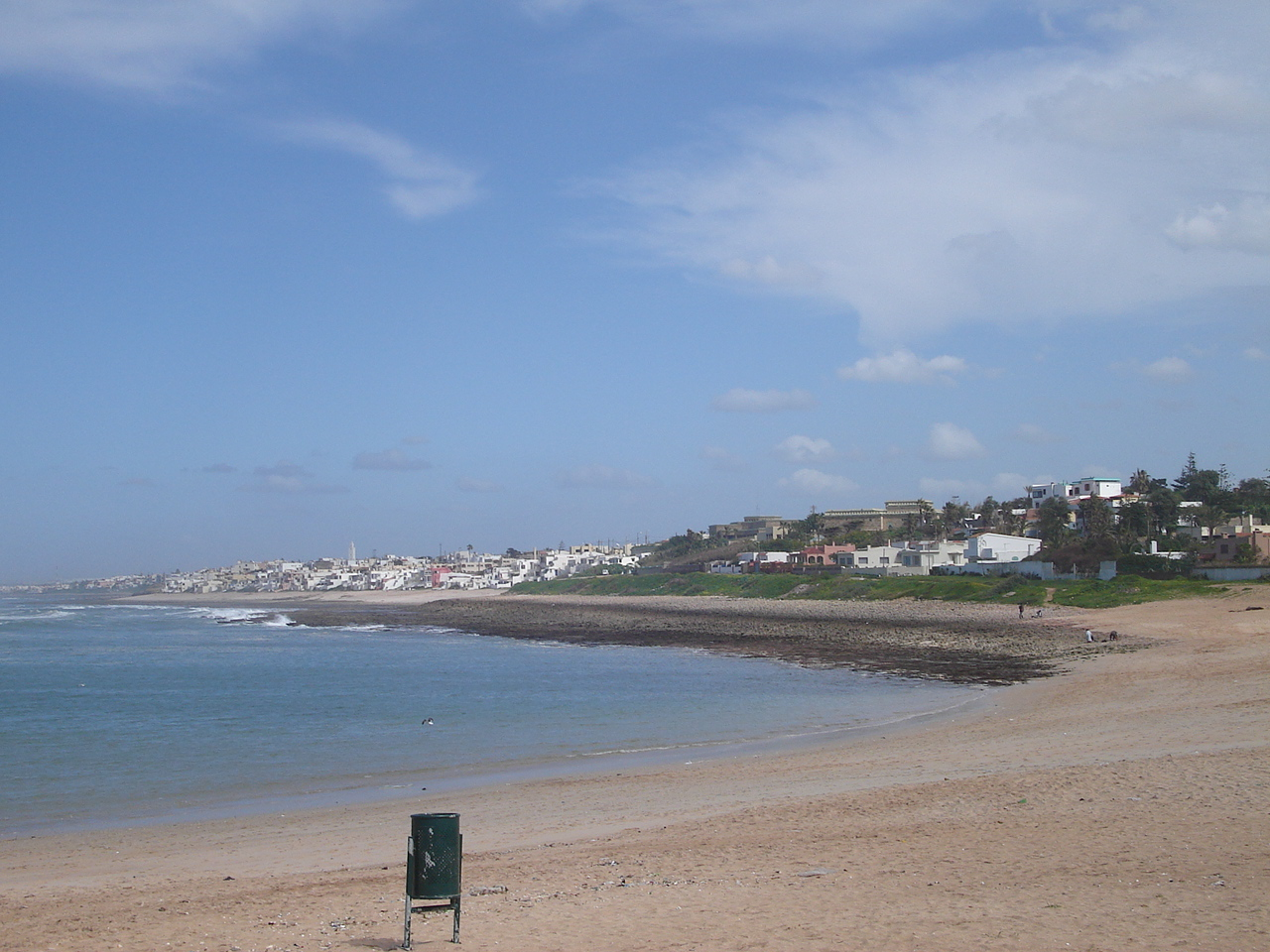
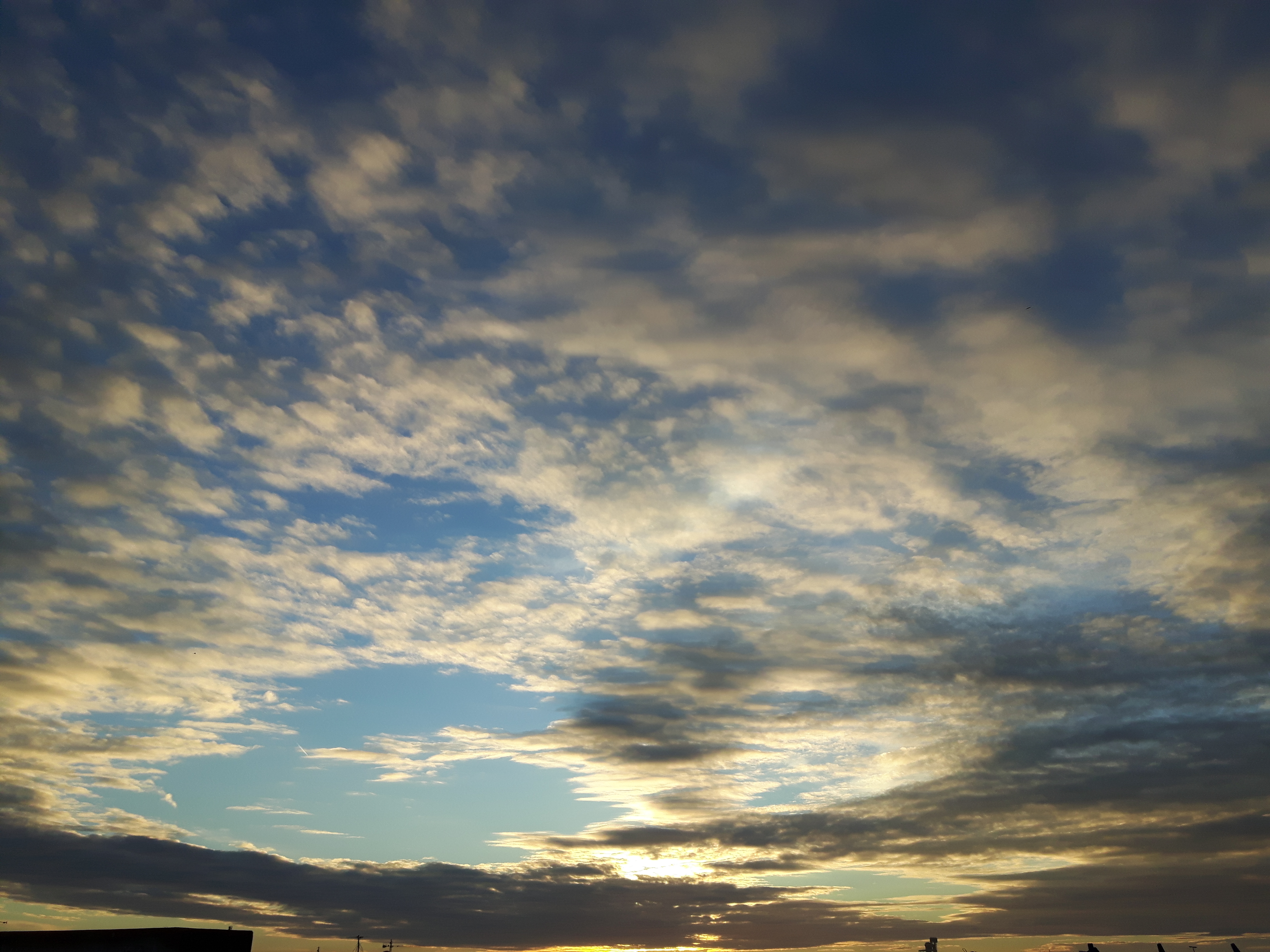
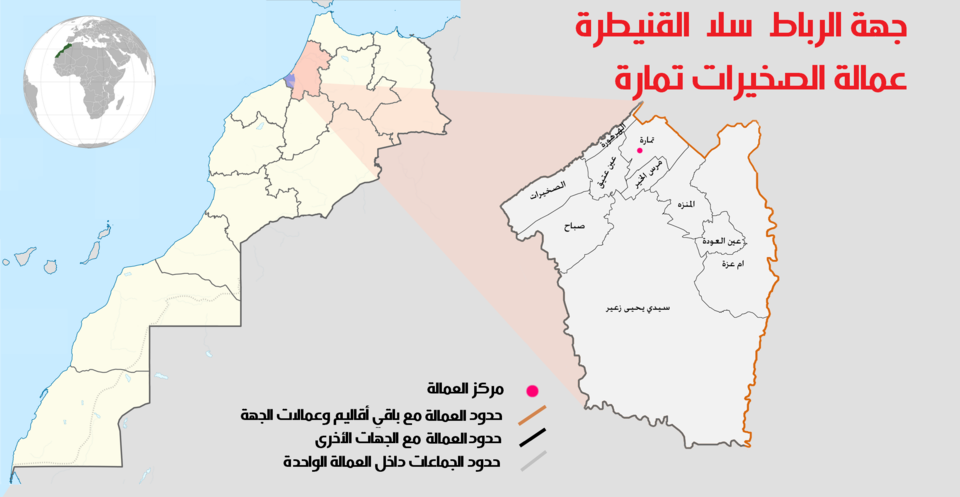
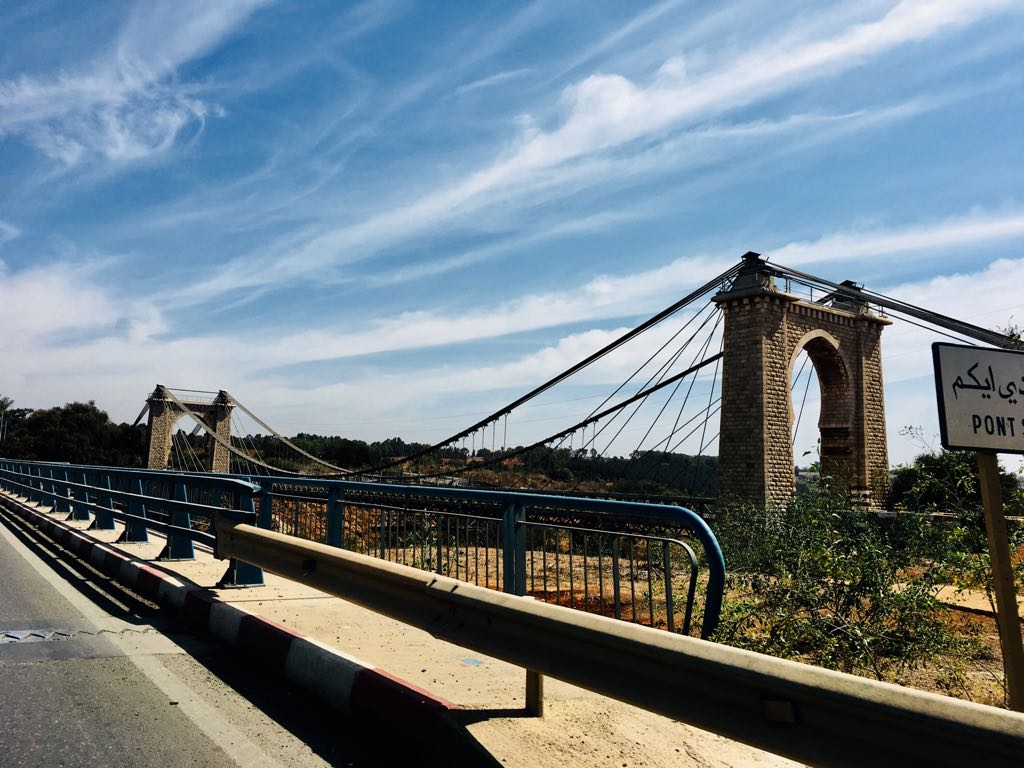
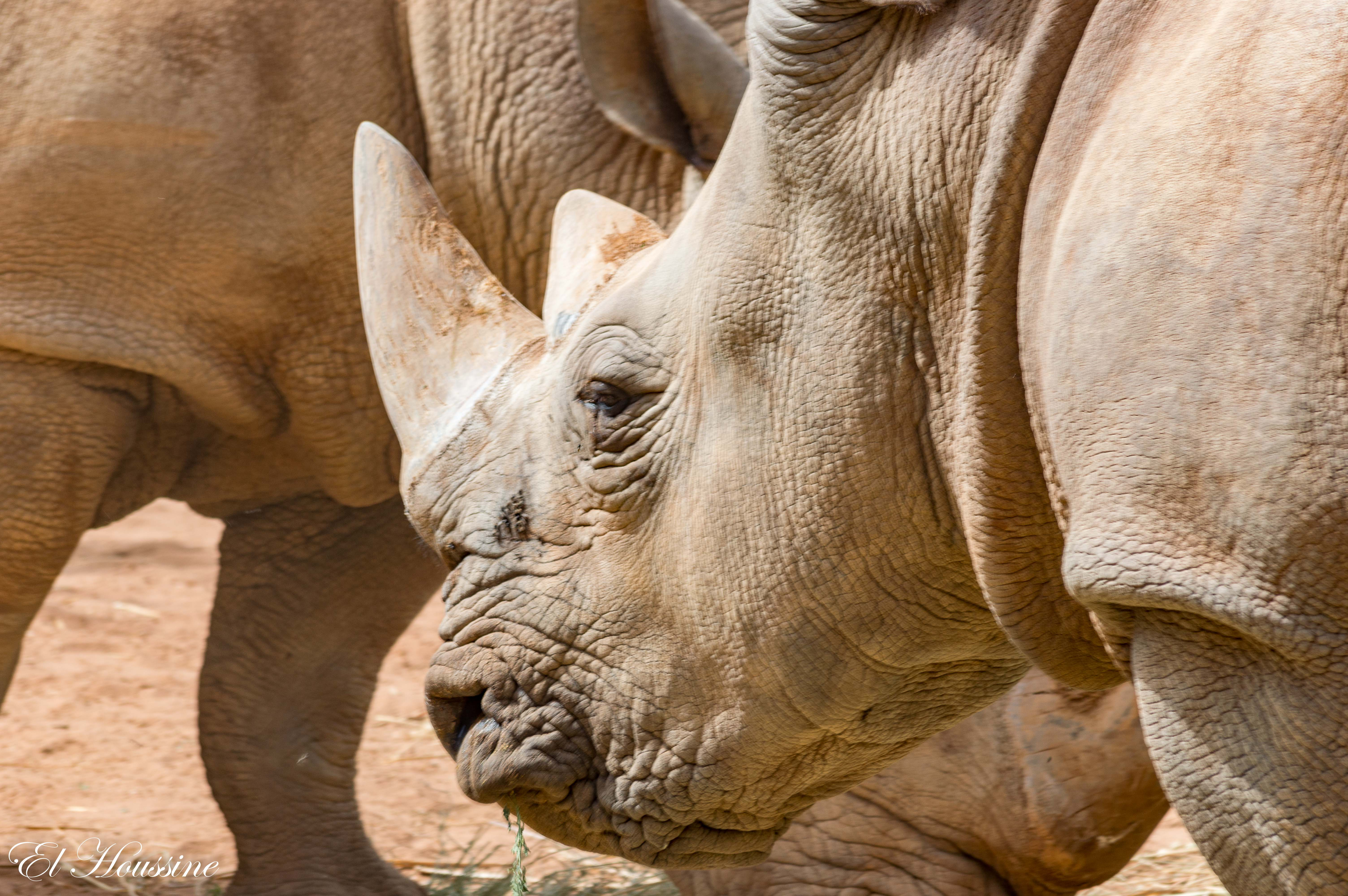
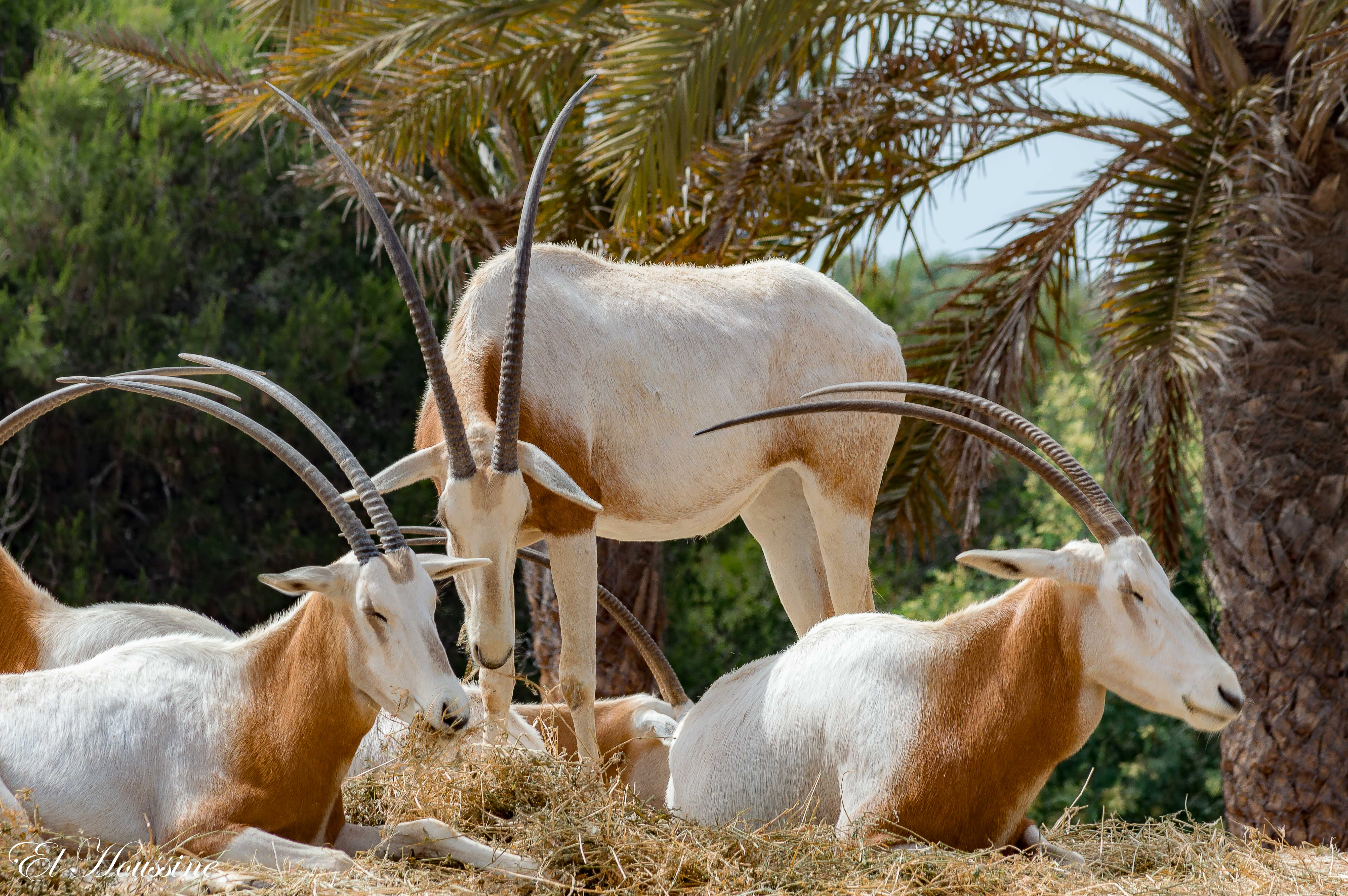
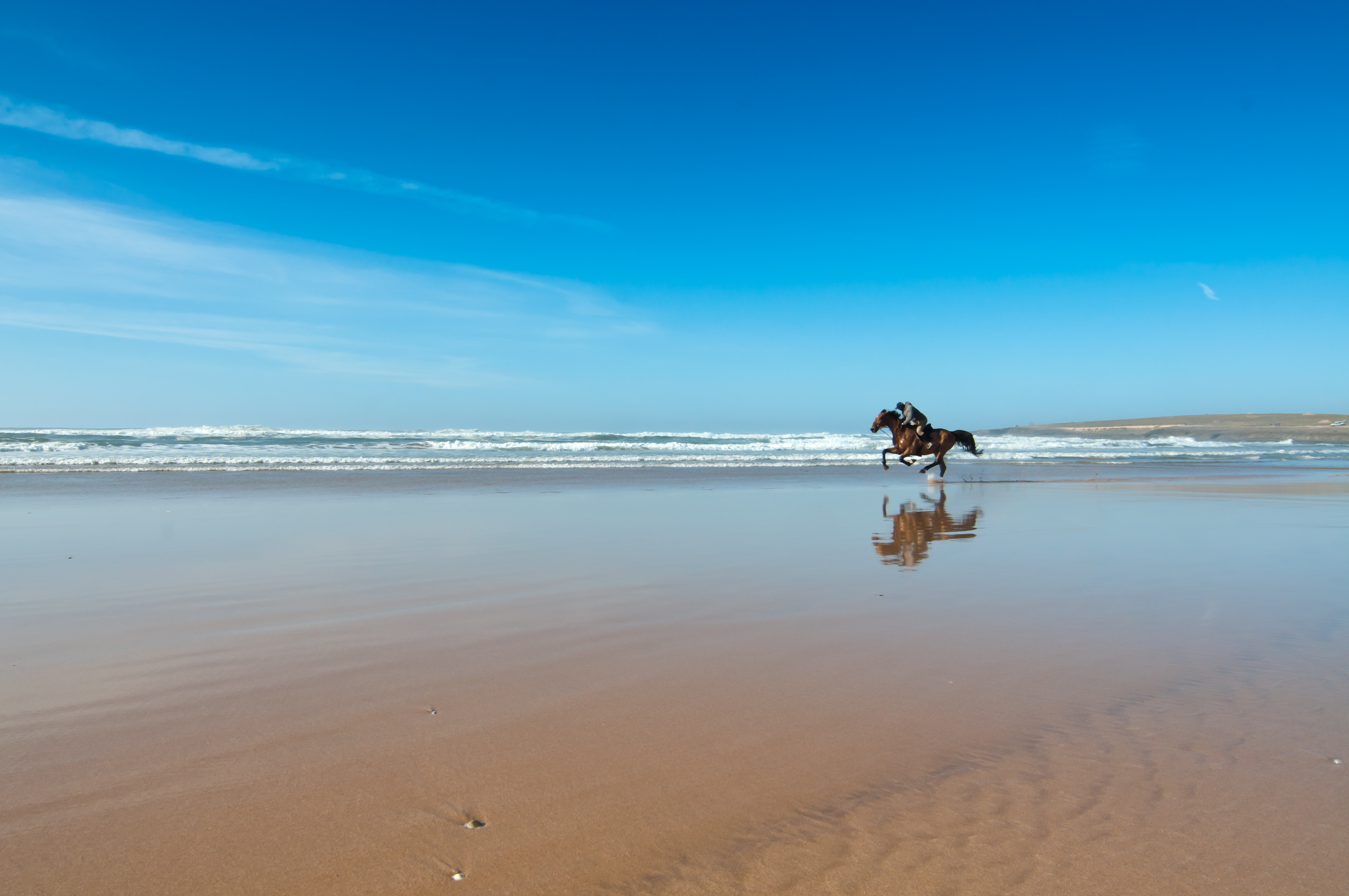
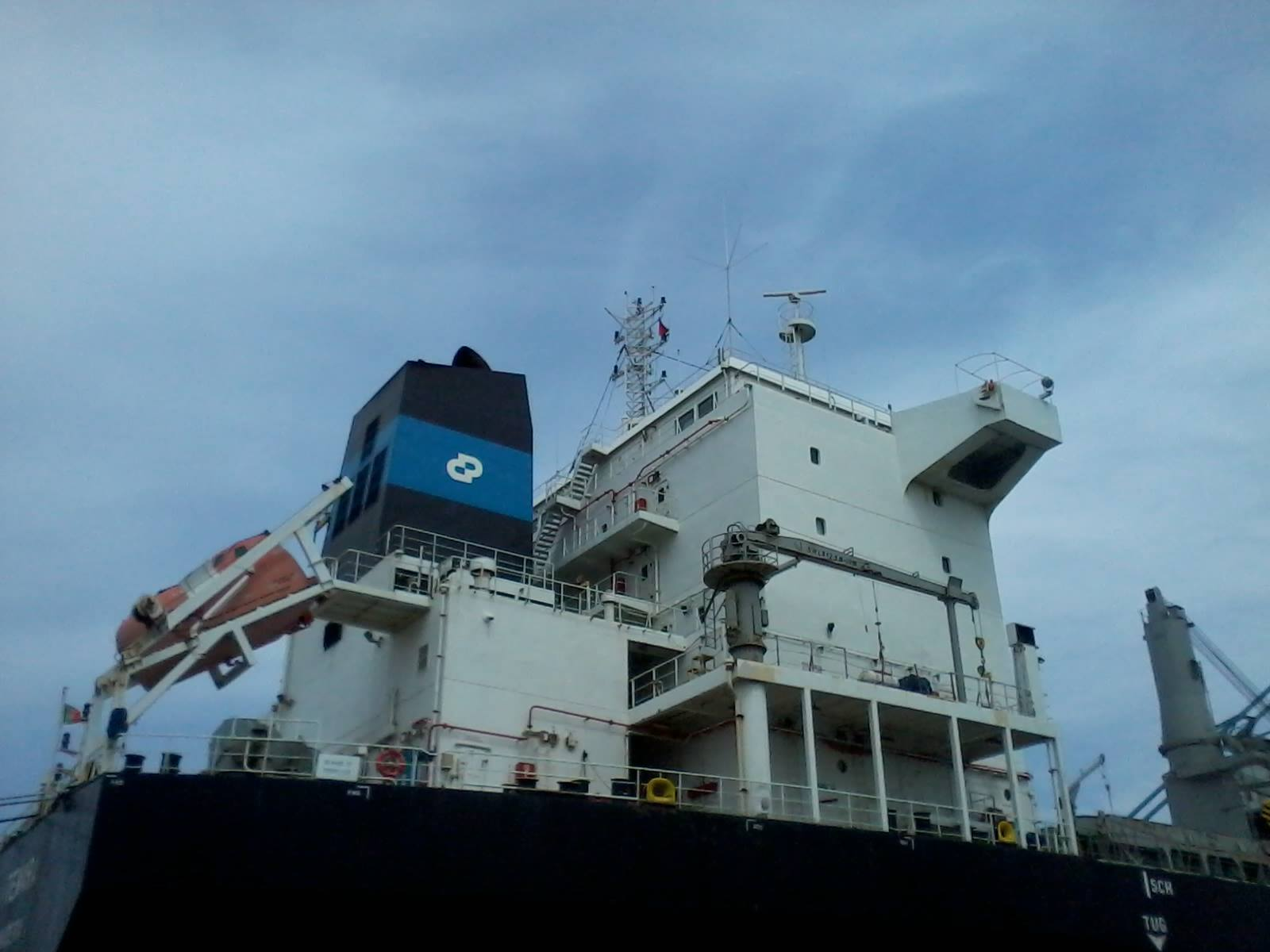
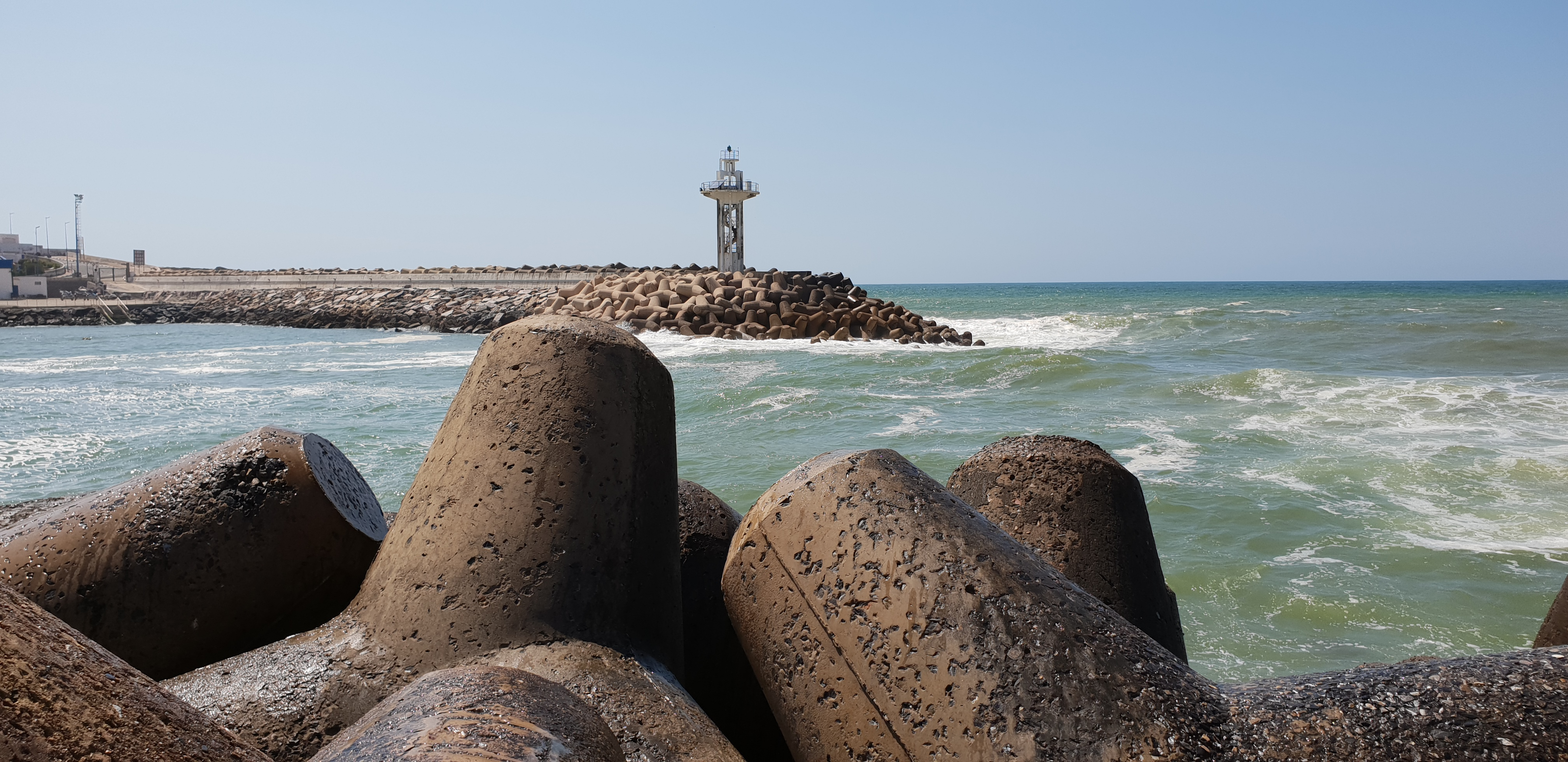
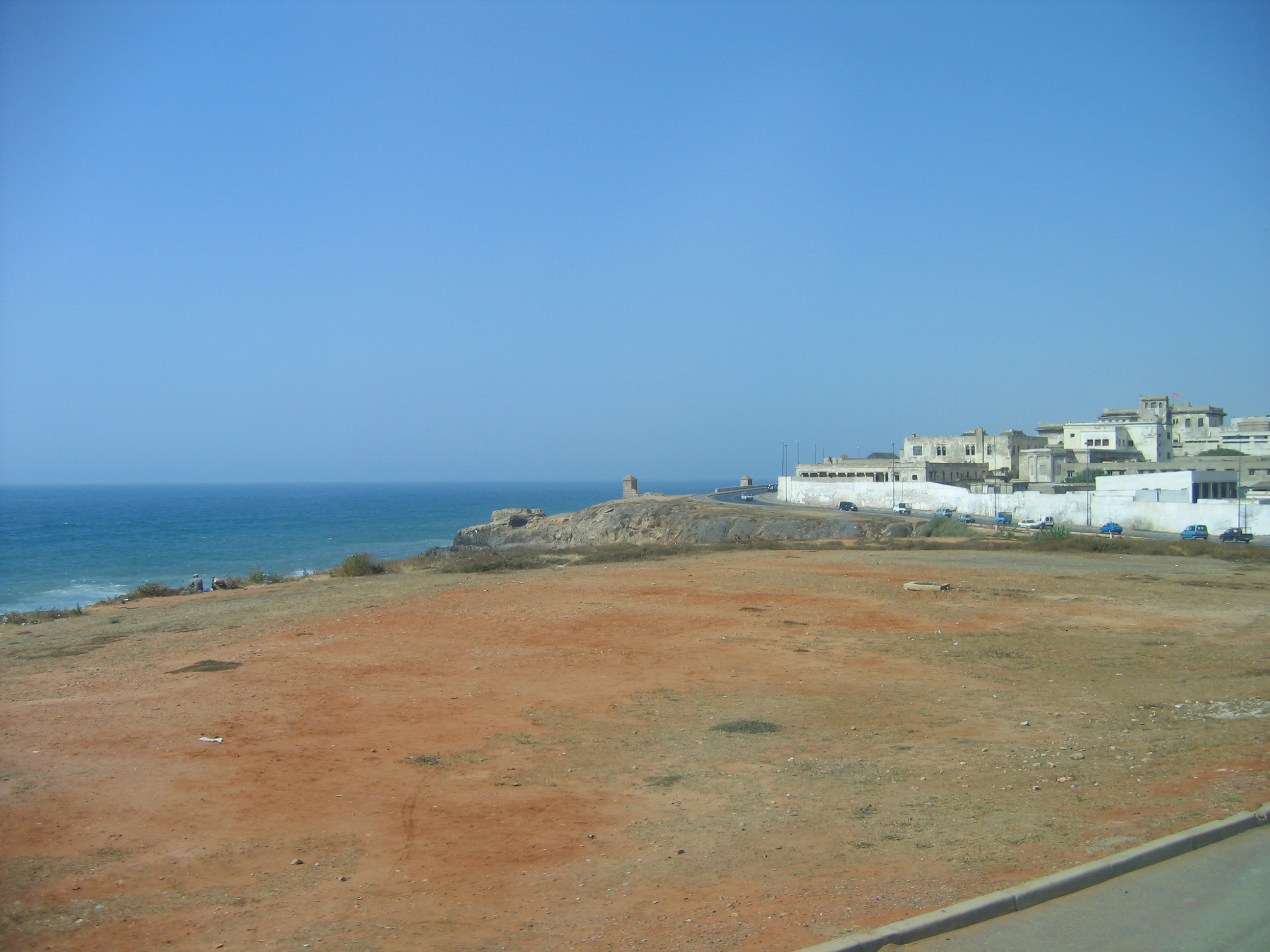
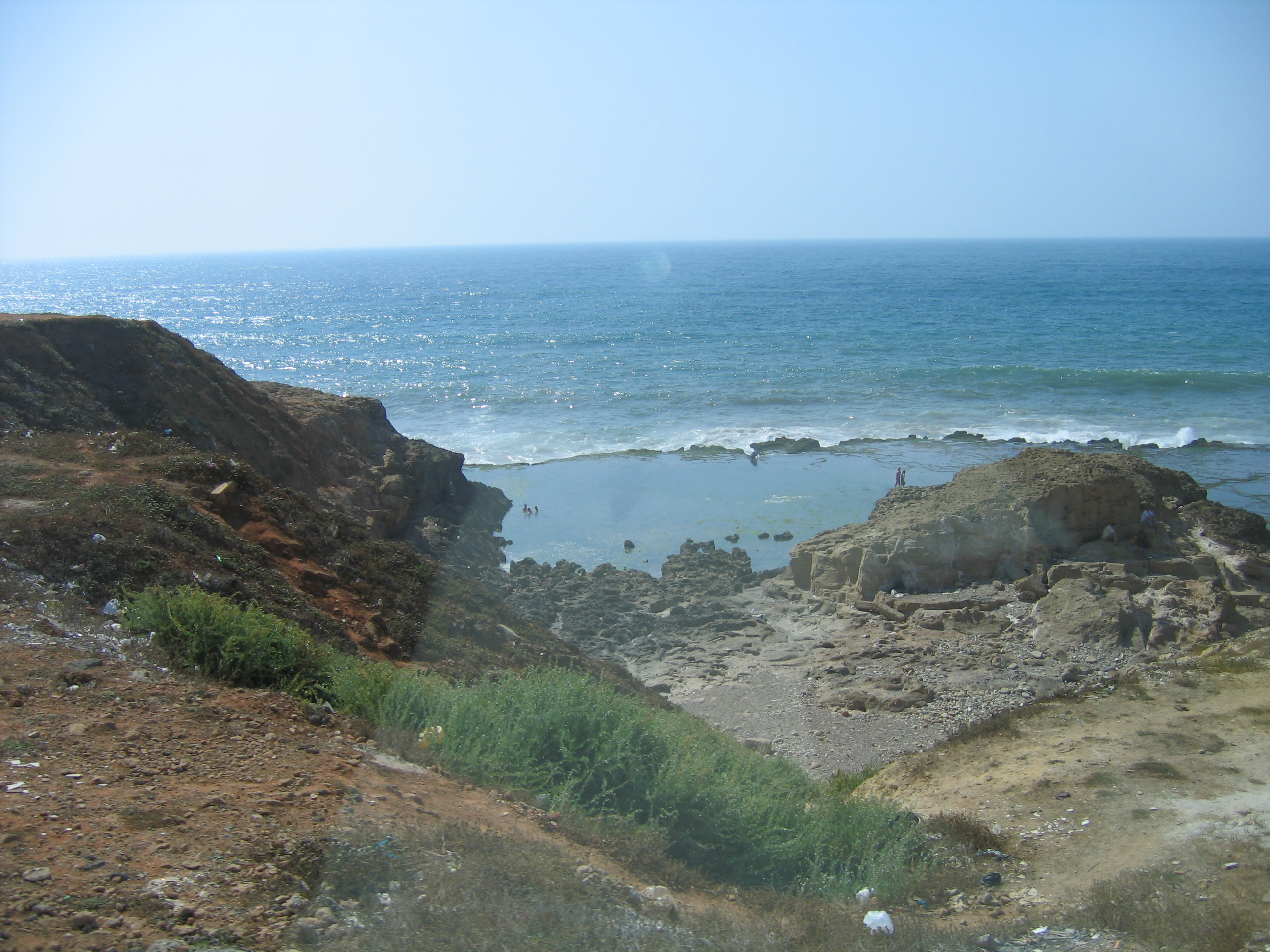
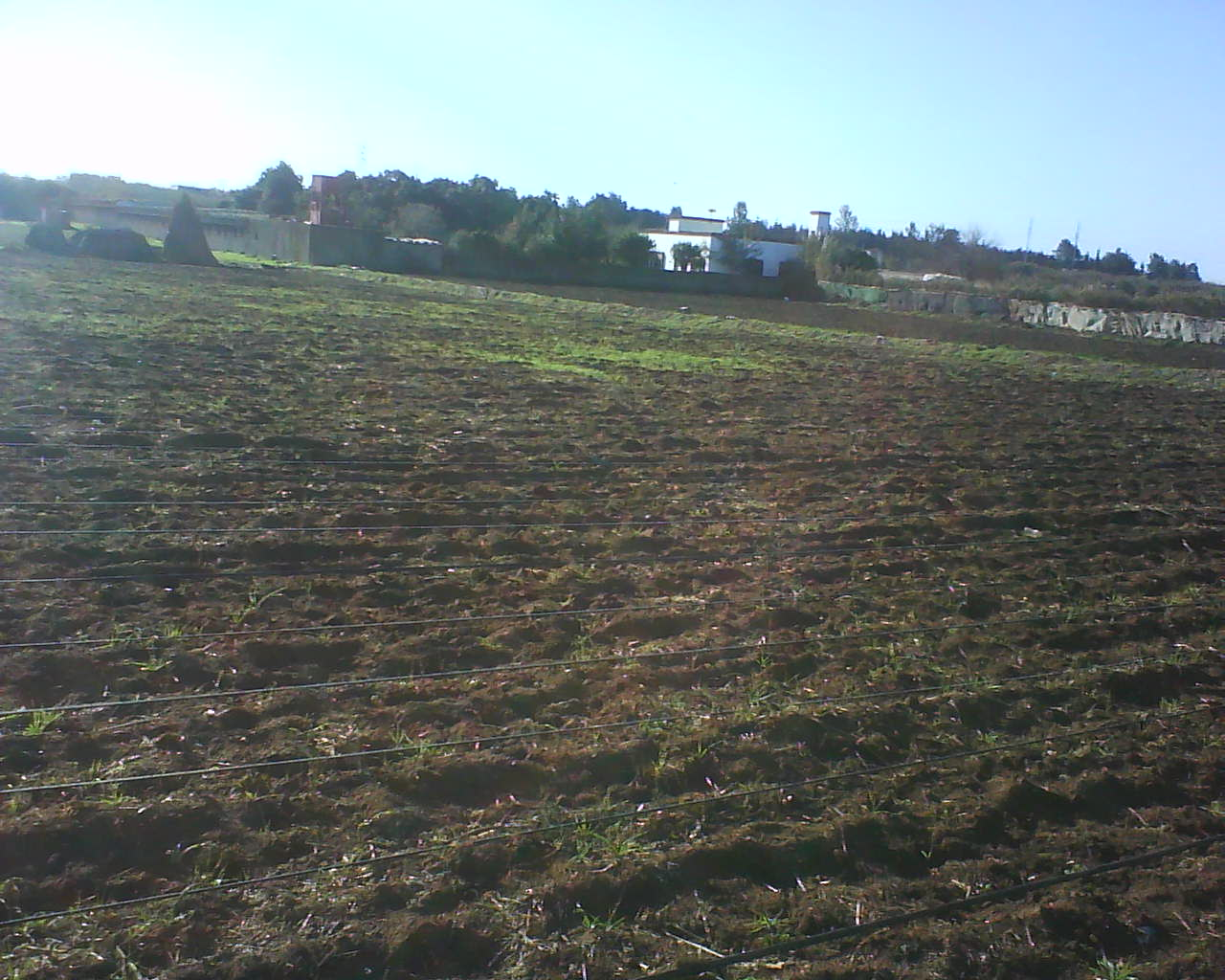
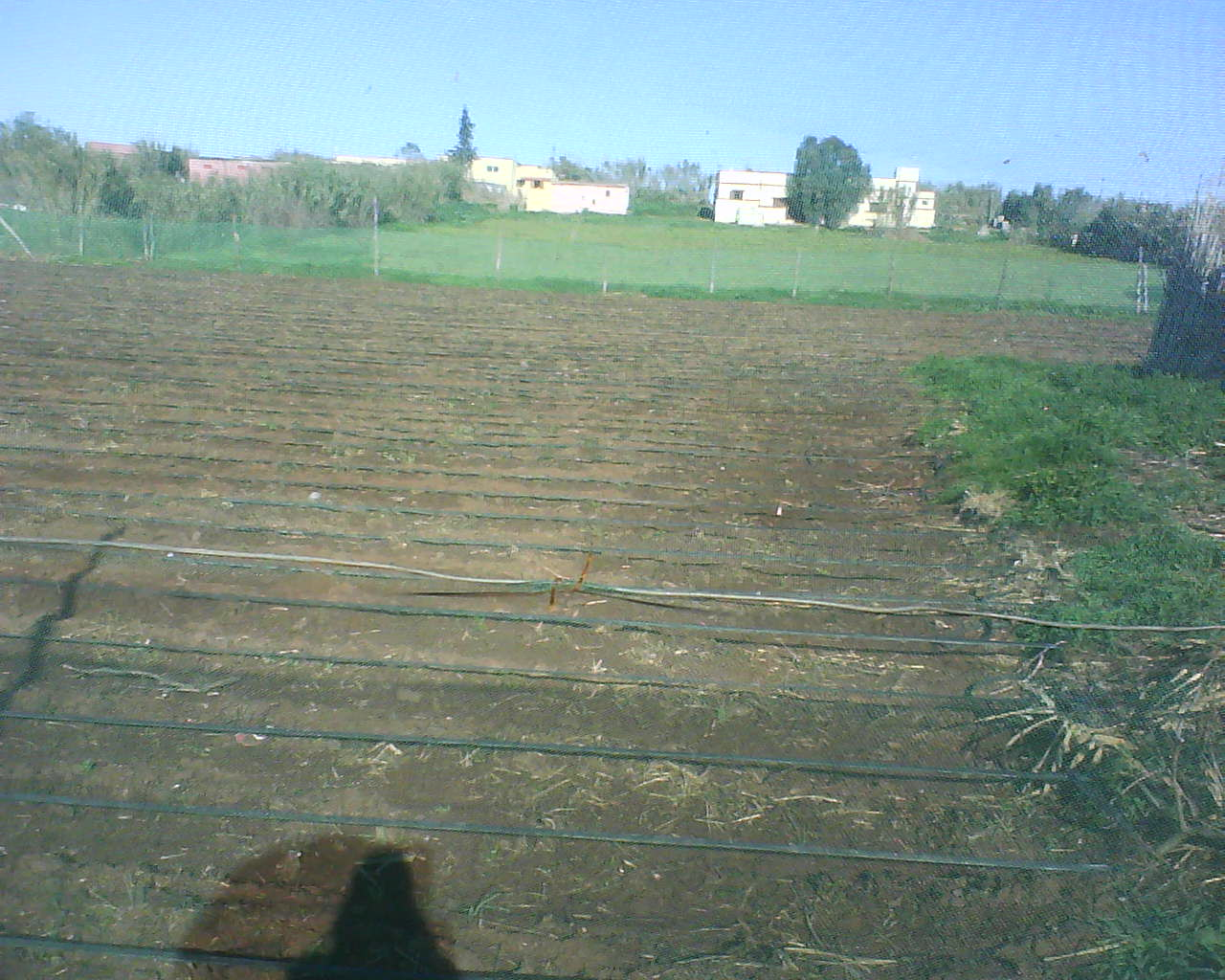
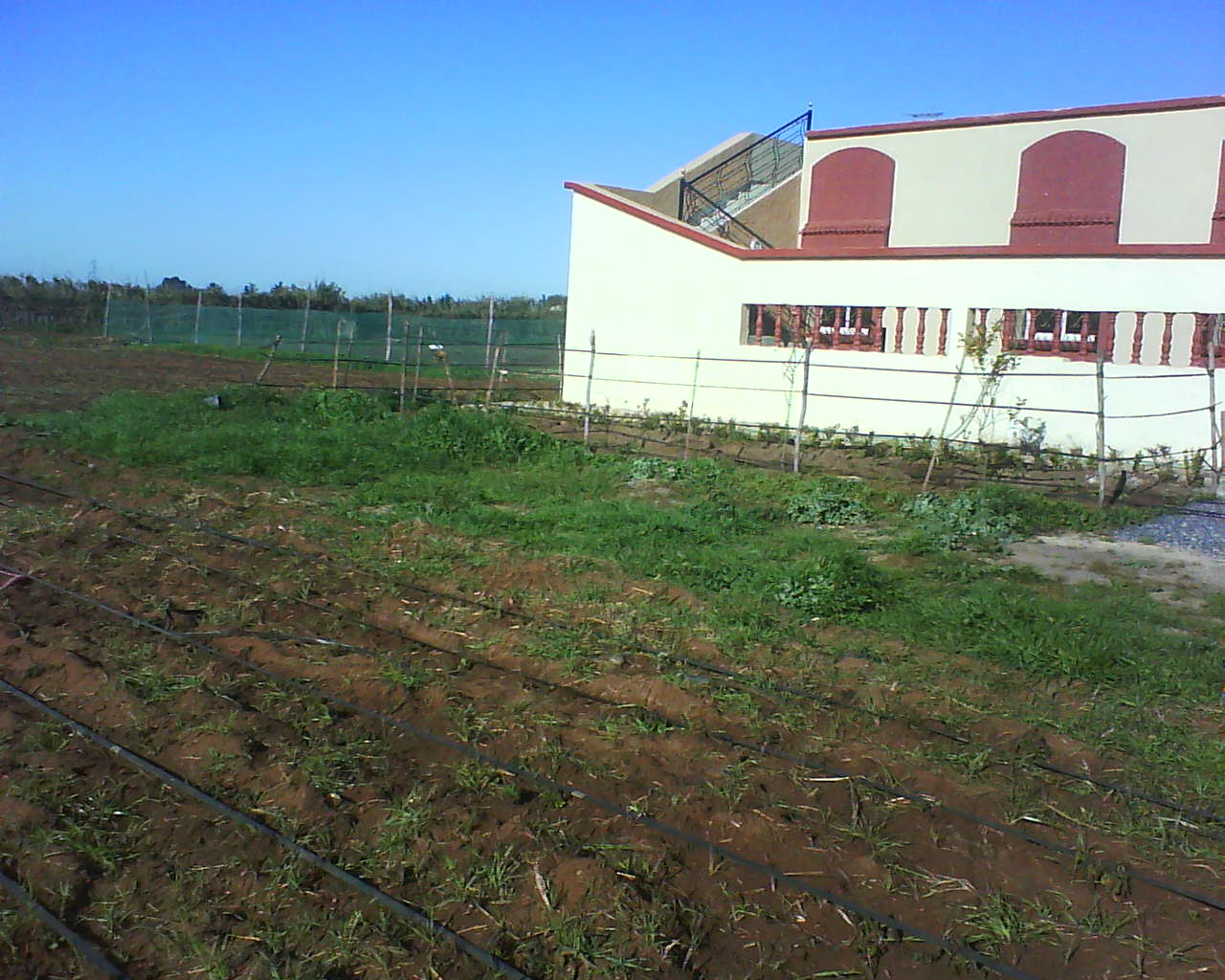
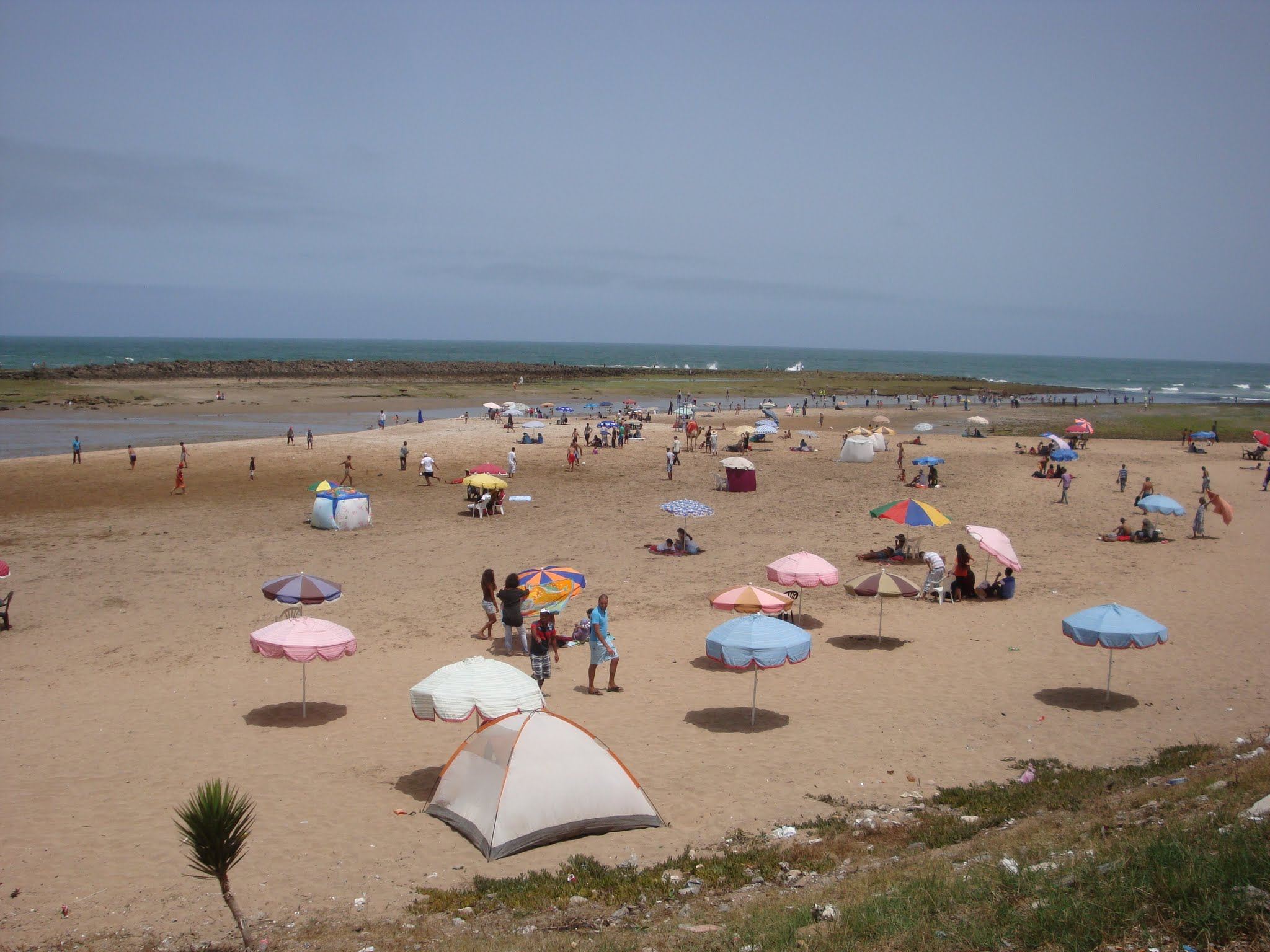
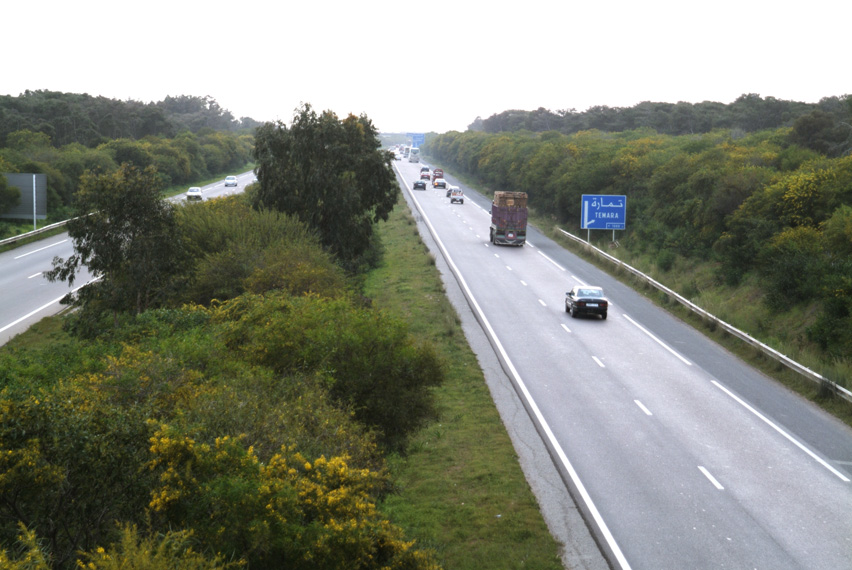
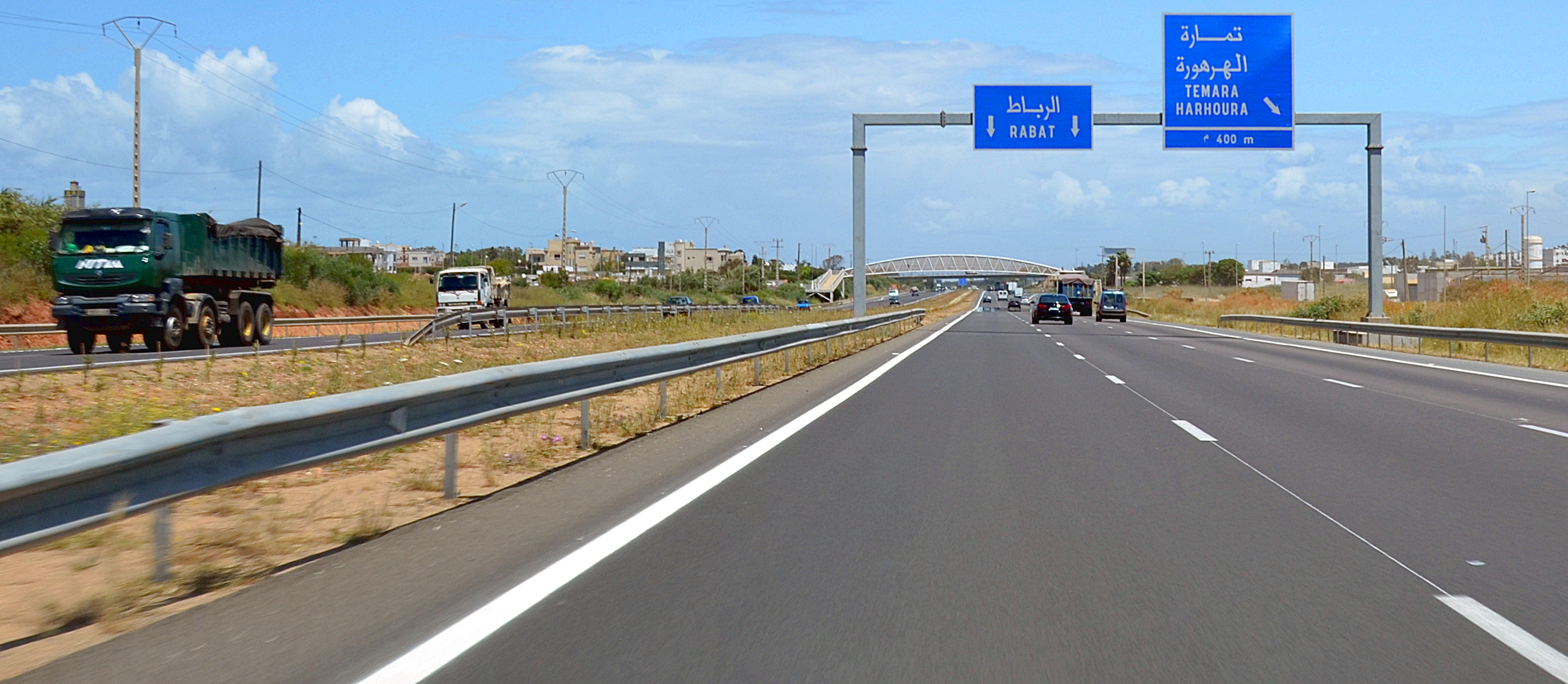
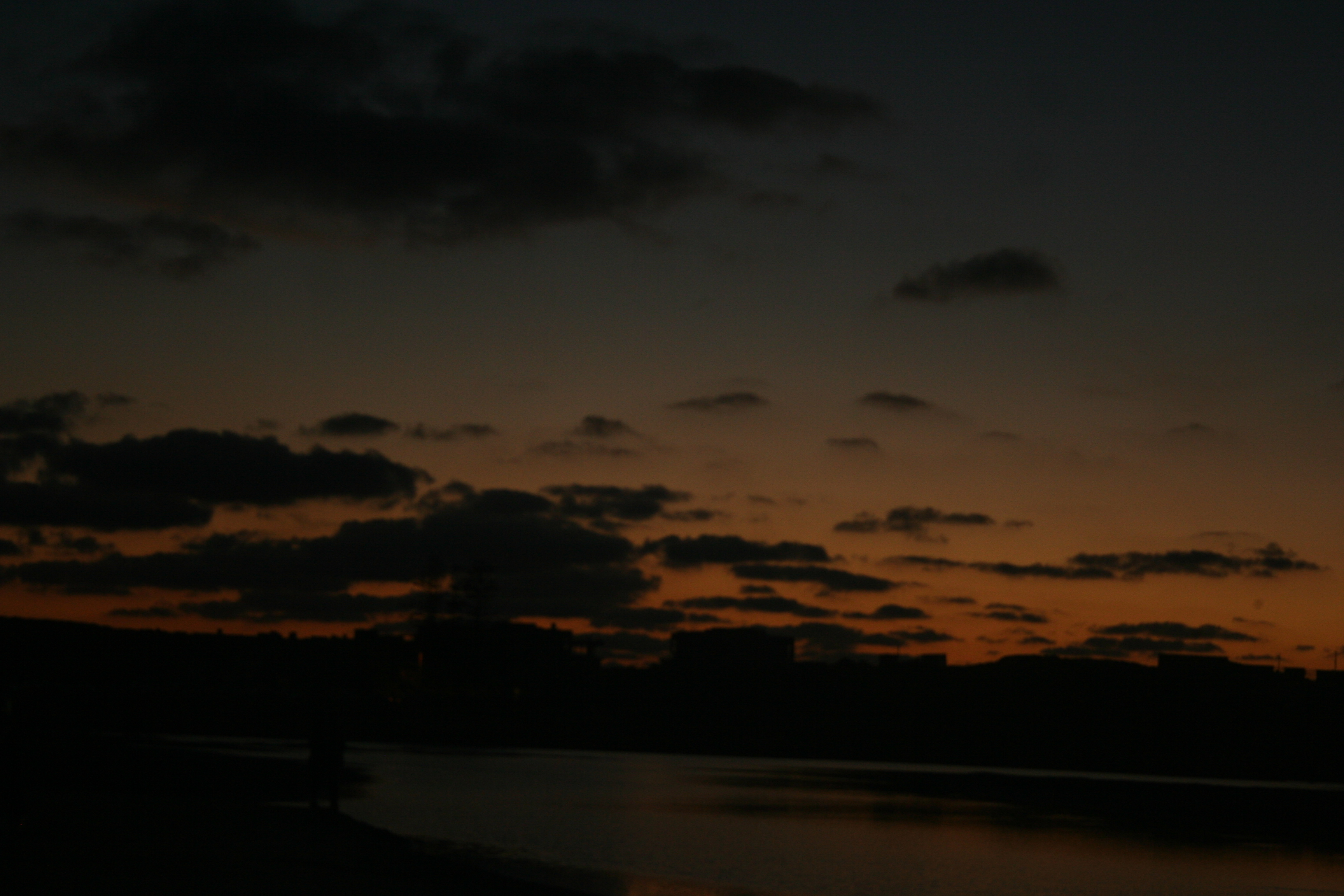
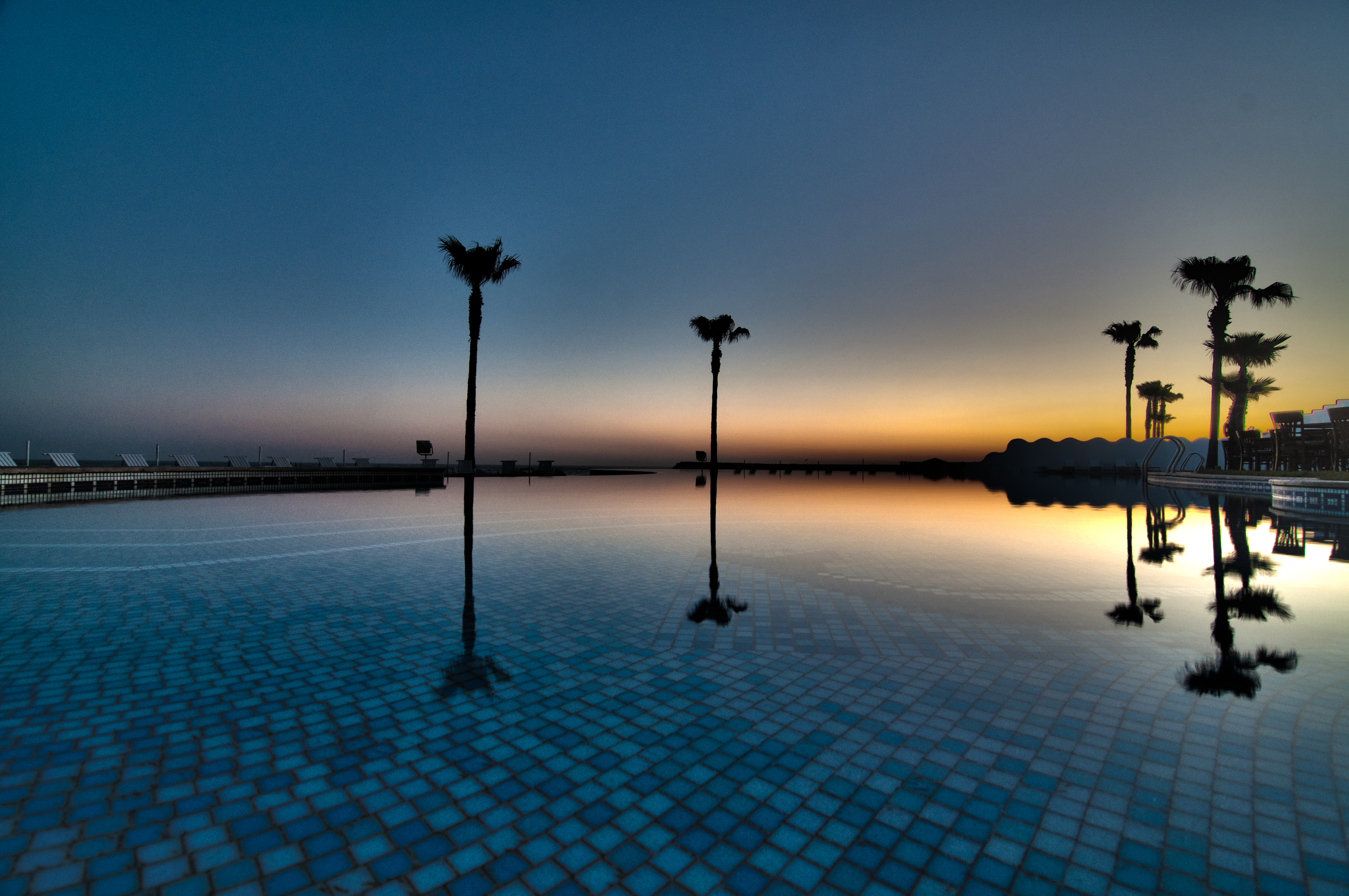
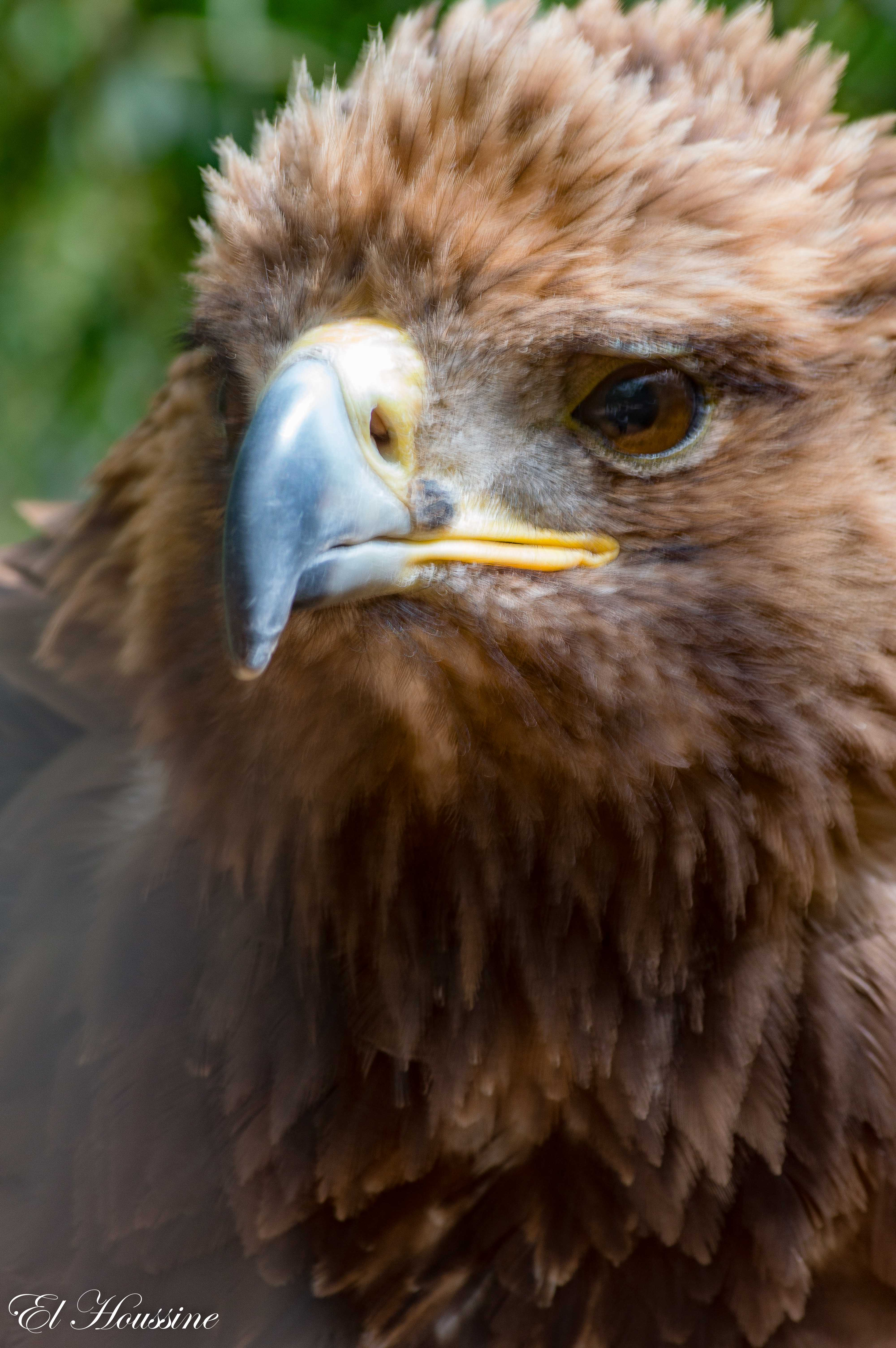
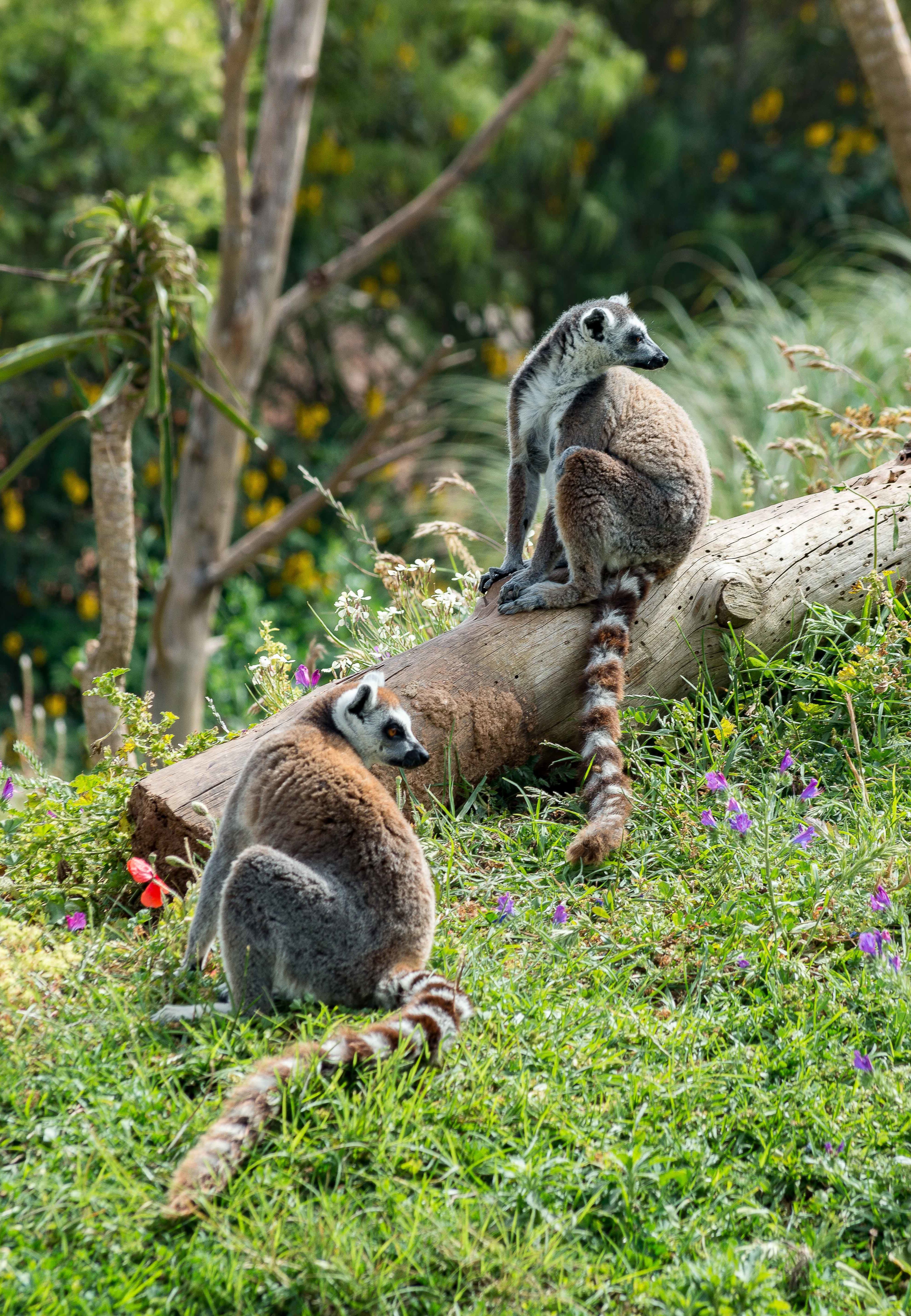
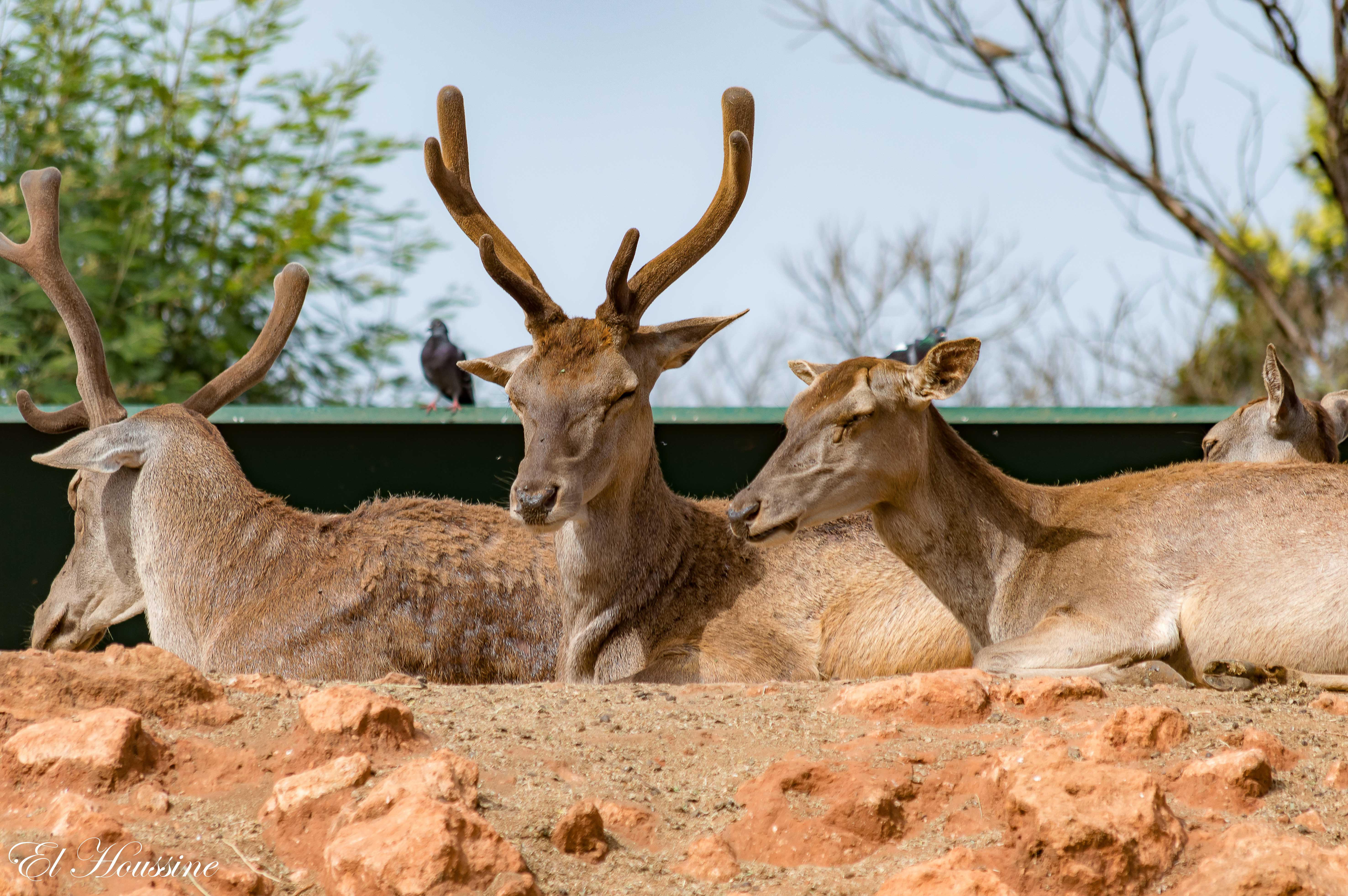
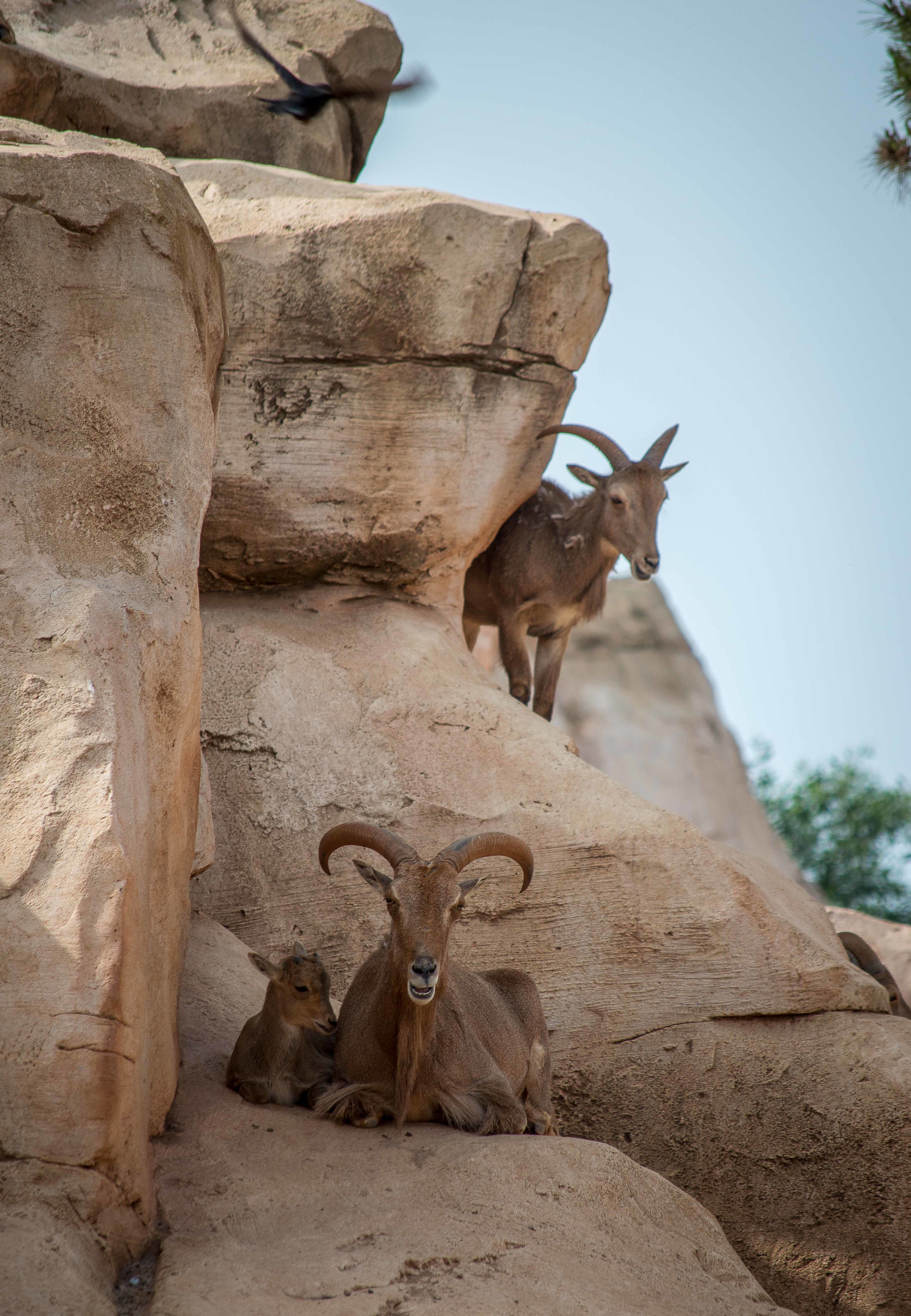
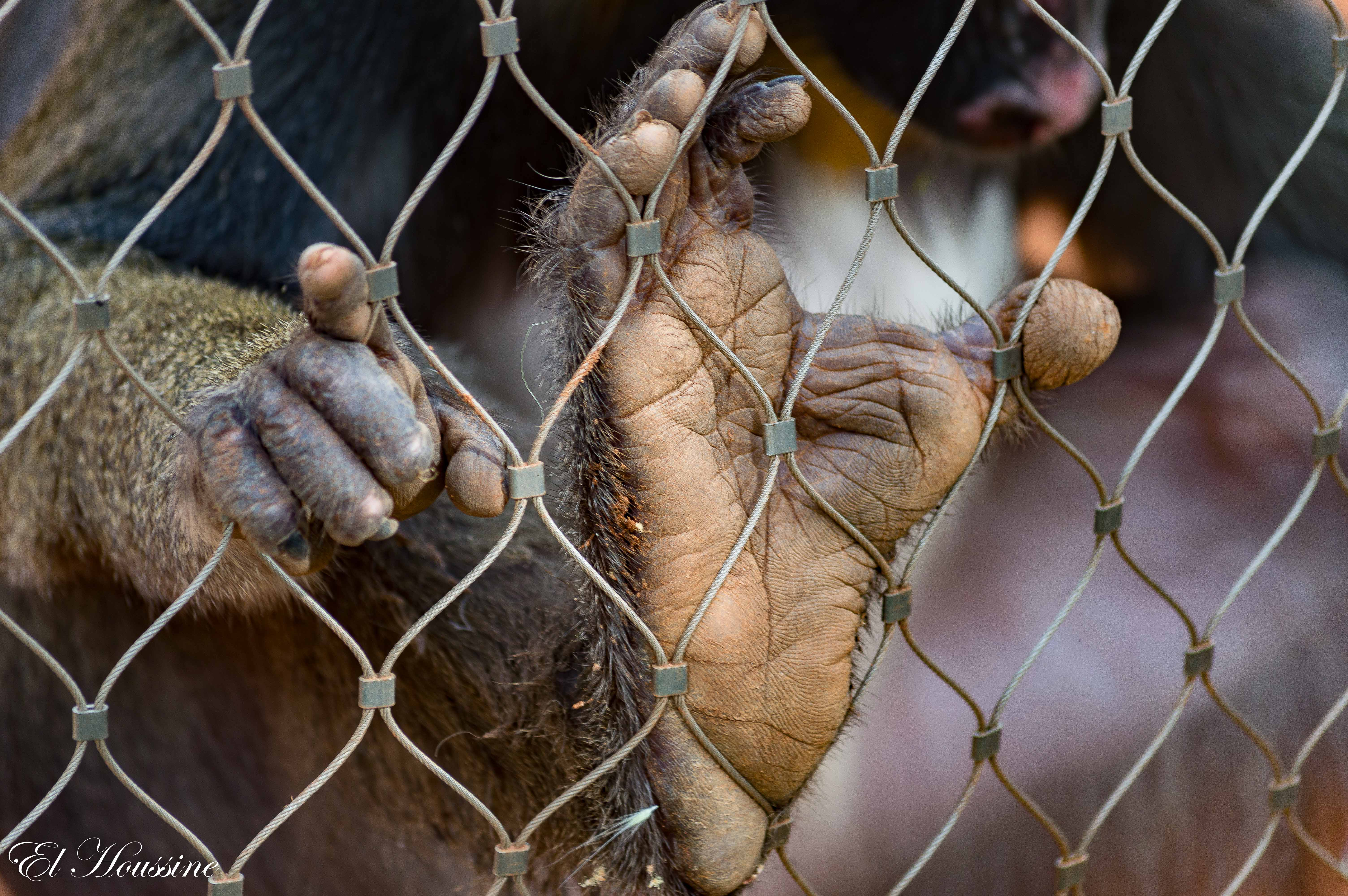
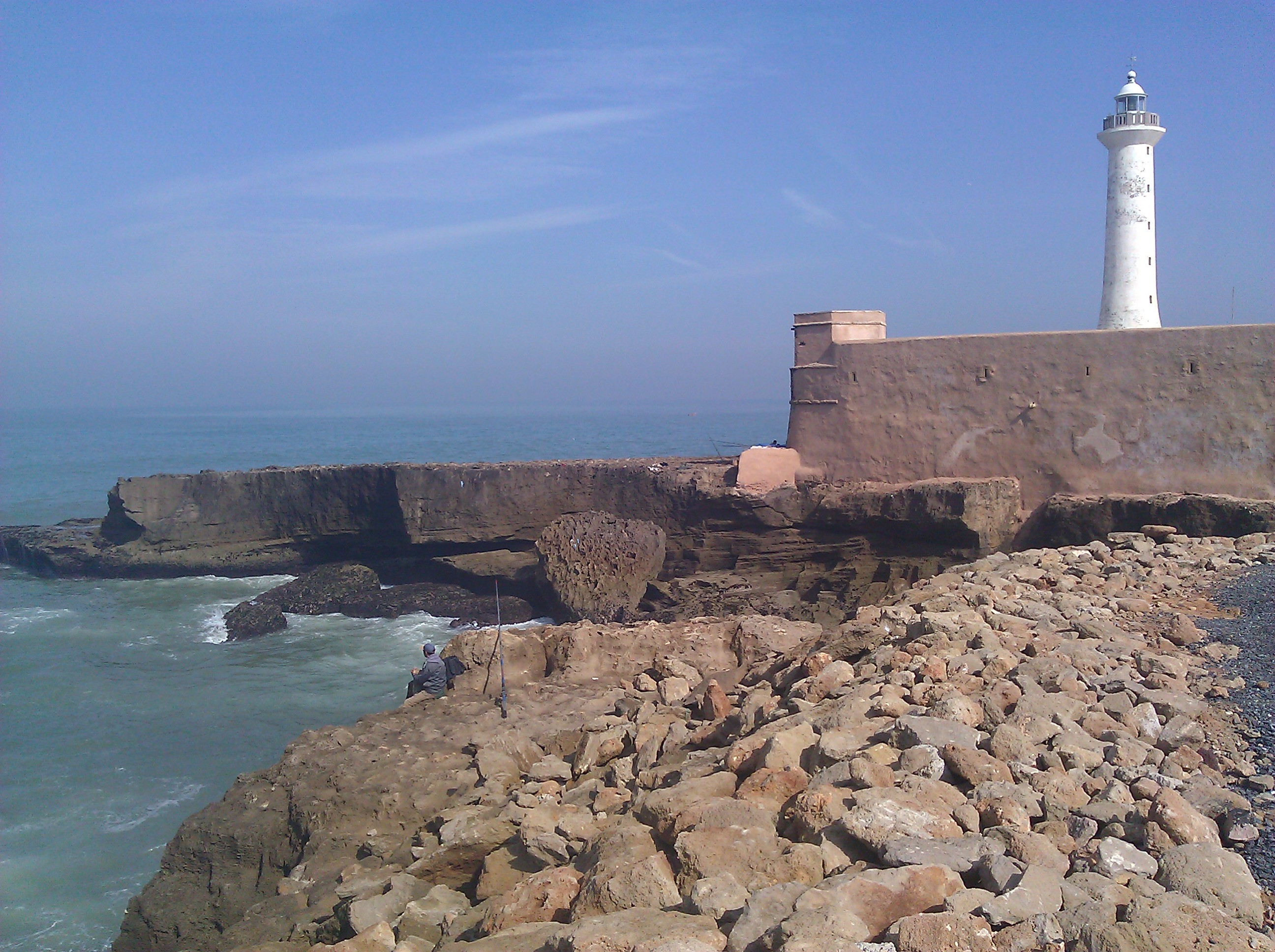
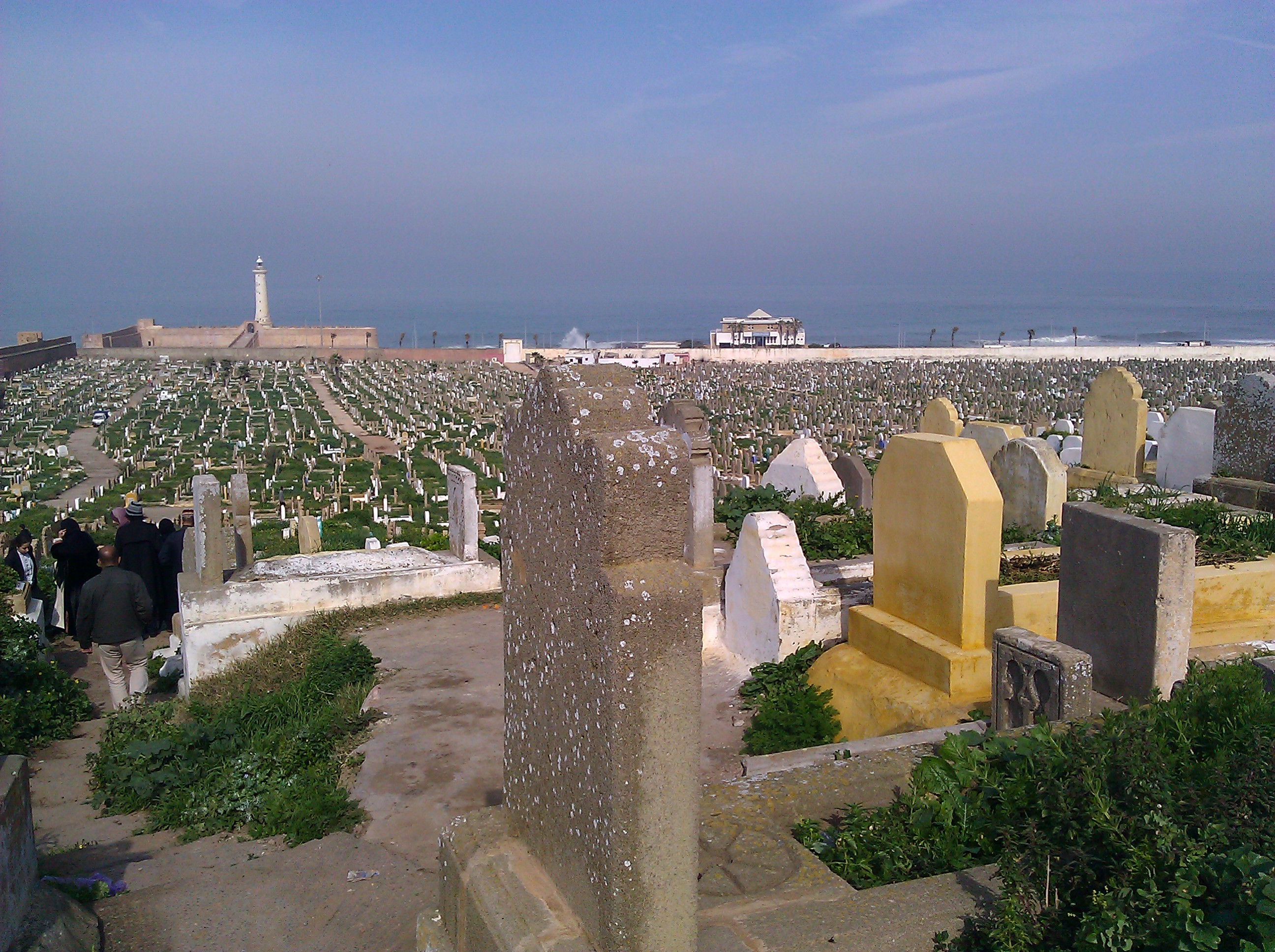
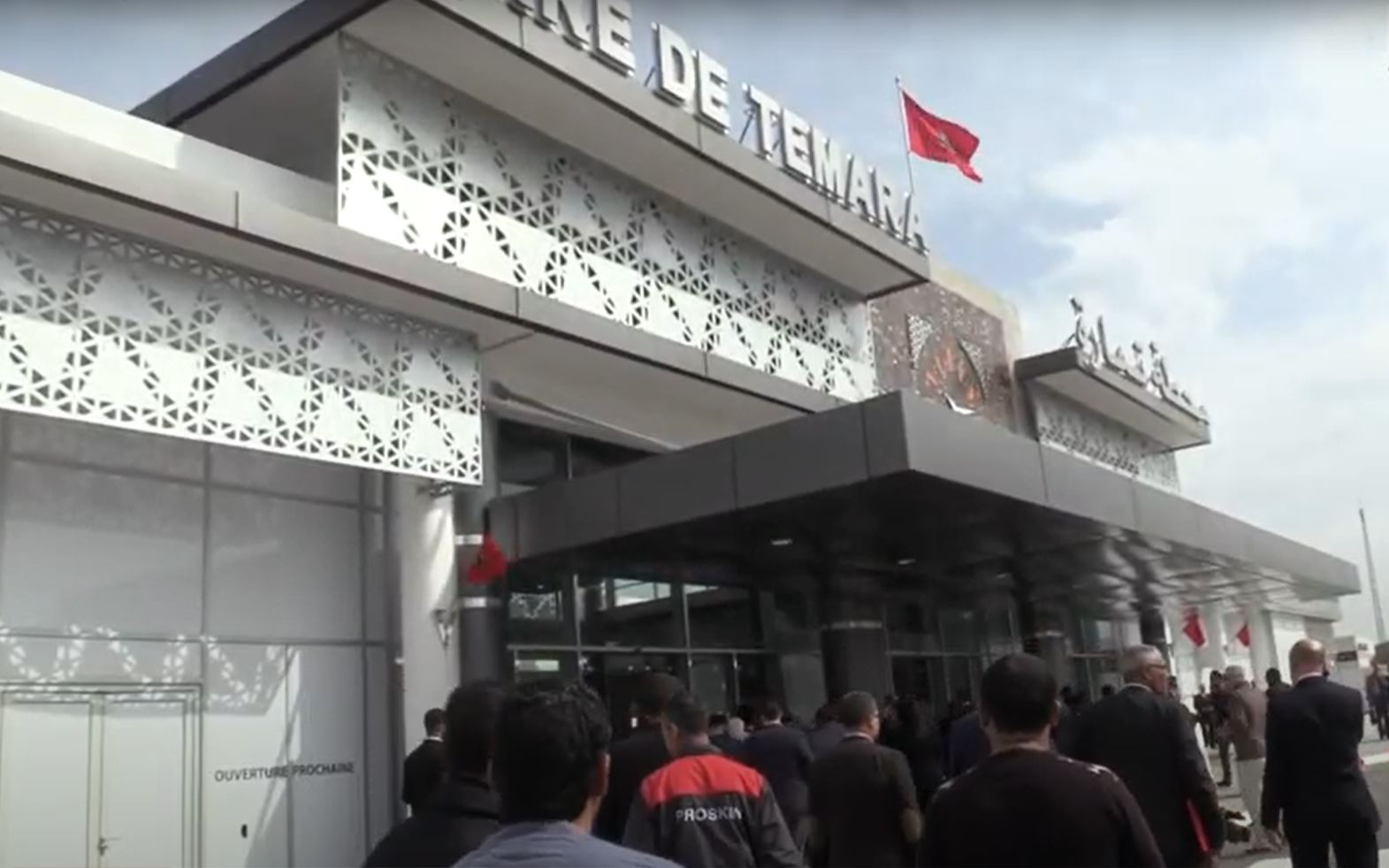

- ملف:Foret_Temara.jpg
- ملف:مدينة_تمارة.jpg
- ملف:Temara_plage.JPG
- ملف:غروب_الشمس_من_مدينة_تمارة.jpg
- ملف:Ust-logo.png
- ملف:Préfecture_de_Skhirate-Témara.png
- ملف:Wydad-temara-logo.png
- ملف:ملصق-خطة_دبي-لمدة-سبع-سنوات.jpg
- ملف:Temara_Bridge_by_Kalra.jpg
- ملف:RHINO-TEMARA.jpg
- ملف:Zoo_de_TEMARA.jpg
- ملف:04032012-Plage_de_Temara_(6952972729).jpg
- ملف:Chateau,cheminée_du_navire_TEMARA_en_quai_à_Casablanca.jpg
- ملف:Temara_harhora.jpg
- ملف:Temara01.jpg
- ملف:Temara1.jpg
- ملف:Champs_agricoles_de_Témara_5.JPG
- ملف:Champs_agricoles_de_Témara_2.JPG
- ملف:Champs_agricoles_de_Témara_8.JPG
- ملف:Plage_de_Val_d'or_-_panoramio.jpg
- ملف:Auto_Route_Morocco.jpg
- ملف:A1_Rabat.jpg
- ملف:Le_Crépuscule.jpg
- ملف:11032012-piscine_HDR_(6827995896).jpg
- ملف:AIGLE.jpg
- ملف:Lémurs_catta_au_zoo_de_Rabat.jpg
- ملف:CERVIDES_DU_MAROC.jpg
- ملف:Bouquetin_du_Maroc.jpg
- ملف:PRISON-ZOO.jpg
- ملف:Rabat,_Morocco_(5432398958)_(6).jpg
- ملف:Rabat,_Morocco_(5432401762)_(3).jpg
- ملف:Gare_de_Temara_2019.jpg

## التوأمة
- الفروانية، الكويت منذ 5 يوليو. 2007

## وصلات خارجية
http://temaracity.com